# Gletscherschwund seit 1850
Seit Mitte des 19. Jahrhunderts ist nahezu weltweit ein deutlicher Rückgang der Gletscher zu beobachten. Dieser Vorgang wird Gletscherschwund oder Gletscherschmelze genannt. Gemeint ist damit ein längerfristiger Massenverlust der Gletscher und nicht die in Gebirgen und Hochlagen alljährlich im Frühling einsetzende Schneeschmelze, auch nicht grundsätzlich das Schmelzen im Zehrgebiet, das bei Gletschern, die sich im Gleichgewicht mit dem Klima befinden, im gleichen Maße wie der Massengewinn im Nährgebiet auftritt. Eine wesentliche Messgröße zur Beurteilung des Gletscherschwunds ist die von Glaziologen erhobene Massenbilanz. Das Verhalten des Gletschers wird durch die Gletscherdynamik beschrieben. Der Gletscherschwund steht insbesondere in Zusammenhang mit der vom Menschen verursachten globalen Erwärmung.

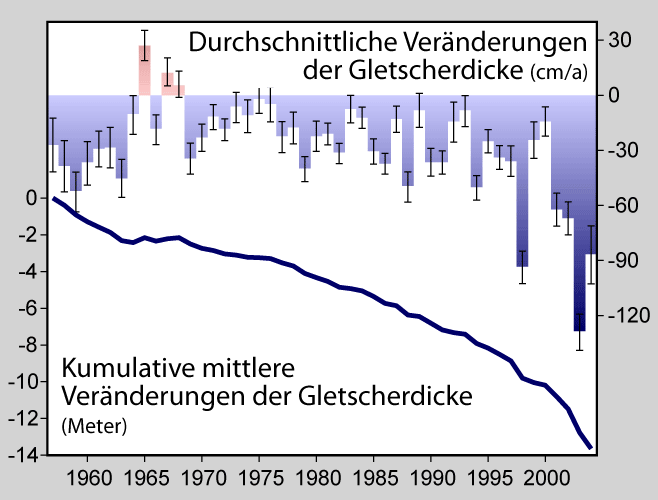
Die Massenbilanz der Gletscher weltweit ist seit wenigstens 1960 deutlich negativ, wie das Schaubild verdeutlicht.

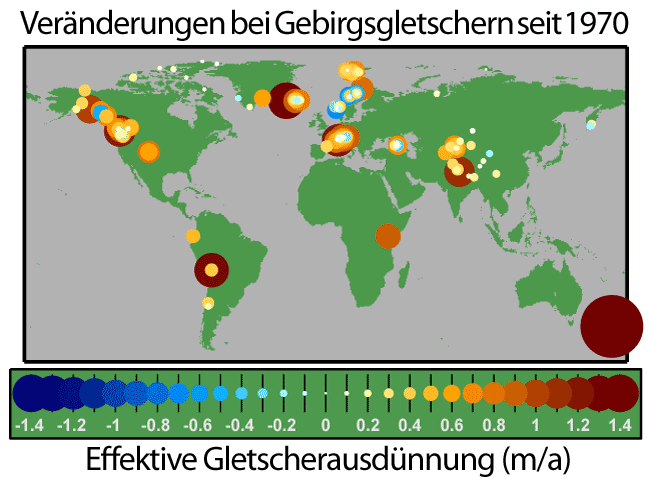
Die Karte vergleicht die Massenbilanz von 173 über die Welt verteilten und wenigstens fünf Mal vermessenen Gletschern zwischen 1970 und 2004: 83 % aller Gletscher schrumpften in diesem Zeitraum, die durchschnittliche Rate des Rückgangs aller Gletscher betrug dabei 31 cm pro Jahr.

## Einführung
Die Mehrzahl aller Gletscher hat in den zurückliegenden Jahrzehnten zum Teil stark an Masse und Fläche verloren. Betroffen sind davon bis auf wenige Ausnahmen alle Regionen, von den Tropen über die mittleren Breiten bis zu den polaren Eiskappen.
Die Alpengletscher beispielsweise schrumpften in den vergangenen 150 Jahren etwa um ein Drittel ihrer Fläche, ihr Volumen ging zwischen 1901 und 2011 um fast die Hälfte zurück. Direkt zu erkennen ist dies an Gemälden, Zeichnungen oder alten Fotografien. Letztere zeigen eindrucksvoll die unterschiedlichen Gletscherflächen von damals im Vergleich zu heute. Ebenso zu beobachten ist ein Rückgang des Eises in den polaren Gebieten, wo es in den zurückliegenden Jahren vermehrt zum Abbrechen größerer Schelfeise gekommen ist. Vorübergehend wurden wachsende Gletscher zum Ende des 20. Jahrhunderts vor allem in Norwegen, Neuseeland, Island und der östlichen Antarktis beobachtet. Dieser auf örtlich veränderte Niederschlagsmuster zurückgehende Trend hat sich allerdings etwa seit dem Jahr 2000 wieder umgekehrt. Zwischen 2000 und 2013 haben Gletscher in allen Regionen der Erde Masse verloren, der Verlust hat sich 2012–2023 gegenüber 2000–2011 noch beschleunigt.
Die Gletscher folgen weltweit den beobachteten Klima- und Temperaturschwankungen. Während der globale Temperaturanstieg in der ersten Hälfte des 20. Jahrhunderts einer Mischung verschiedener natürlicher und anthropogener Faktoren zugemessen wird (Schwankungen in der Solarvariabilität, geringe vulkanische Aktivität und erster deutlicher Anstieg der Treibhausgase), so wird allgemein der sich beschleunigende Temperaturanstieg seit 1970 dem sich deutlich verstärkenden anthropogenen Treibhauseffekt zugerechnet. Der Temperaturanstieg führt zum Rückgang des Gletschereises – nur eine von vielen Folgen der globalen Erwärmung. Eine indirekte Wirkung des anthropogenen Klimawandels ist eine veränderte Verteilung von Niederschlägen, die ebenfalls die Massenbilanz von Gletschern beeinflussen kann.
Die Folgen des Phänomens bergen erhebliche Risiken für einen momentan nur schwer abschätzbaren Anteil der gegenwärtigen und künftigen Weltbevölkerung. Zunächst droht in betroffenen Gebieten ein erhöhtes Risiko von Überschwemmungen durch steigende Flusspegel und vermehrt auftretende Ausbrüche von Gletscherseen. Daraus folgt sich verschärfender Wassermangel in bestimmten Regionen. Der zunehmende Abfluss des Gletscherwassers führt zudem zum globalen Anstieg des Meeresspiegels und bedroht damit auch Menschen, die nicht unmittelbar im Einflussbereich von Gletschern leben.

## Ursachen
Entscheidend für das Fortbestehen eines Gletschers ist seine Massenbilanz, die Differenz von Akkumulation (wie Schneefall, Ablagerung von Triebschnee und Lawinen, Kondensation von atmosphärischem Wasserdampf und Anfrieren von Regenwasser) und Ablation (Schmelze, Sublimation sowie Abbruch von Lawinen). Jeder Gletscher besteht dabei aus einem Nähr- und einem Zehrgebiet. Im Nährgebiet (Akkumulationsgebiet) bleibt zumindest ein Teil des Schnees auch während des Sommers erhalten und formt sich dann zu Gletschereis um. Im Zehrgebiet (Ablationsgebiet) dagegen überwiegt die Ablation gegenüber dem Nachschub durch Schnee. Getrennt sind diese beiden Gebiete durch die Gleichgewichtslinie. Entlang dieser Linie entspricht die Ablation im Sommer der Akkumulation im Winter.
Bei einem Klimawandel können sich sowohl Lufttemperaturen als auch der Niederschlag in Form von Schnee verändern und damit die Massenbilanz verschieben. Gegenwärtig geben diese Indikatoren Aufschluss über die Ursachen des Gletscherrückgangs:
- In den meisten Regionen der Welt steigen die Temperaturen hauptsächlich infolge des menschlichen Ausstoßes von Treibhausgasen an. Nach dem 2007 erschienenen Vierten Sachstandsbericht der Zwischenstaatlichen Sachverständigengruppe über Klimaänderungen (IPCC) stieg die weltweite durchschnittliche Lufttemperatur in Bodennähe zwischen 1906 und 2005 um 0,74 °C (± 0,18 °C) an.[12] Die Erwärmung ist mit zunehmender Nähe zu den Polen (siehe Polare Verstärkung) und mit steigender Höhe in Gebirgen (man spricht vom elevation dependent warming, dt. höhenabhängige Erwärmung)[13] stärker ausgeprägt.
- Im Gegensatz zur Lufttemperatur existieren für den Niederschlag keine eindeutigen Trends. Mehr Niederschlag entfiel im Laufe des 20. Jahrhunderts besonders auf Kanada, Nordeuropa, Westindien und Ostaustralien. Rückgänge von bis zu 50 % wurden besonders in West- und Ostafrika und im Westen Lateinamerikas gemessen.[14] Deshalb ist für jede der betroffenen Regionen gesondert zu prüfen, welche Faktoren für den Rückgang der Gletscher ursächlich und gegebenenfalls dominierend sind.

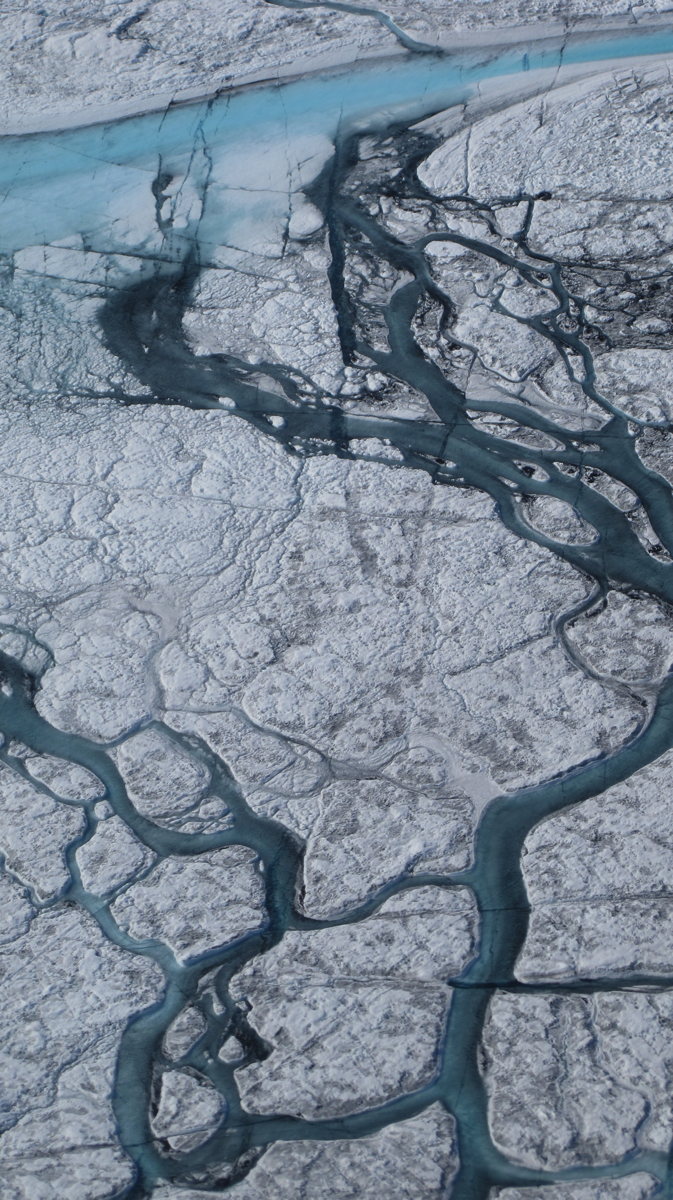
Abgelagerter Kryokonit färbt das Bett von Schmelzwasserläufen im grönländischen Eis dunkel. Auch auf der Eisfläche ist Kryokonit als graue Verschmutzung erkennbar. Oben im Bild: ein heller, 5 bis 10 Meter breiter Schmelzwasserstrom aus einem Gletschersee. Aufnahme aus einem Hubschrauber am 21. Juli 2012 von Marco Tedesco, der die zunehmende Verdunkelung des Eises auf den Klimawandel zurückführt.

- Kryokonit ist ein dunkler biogener Oberflächenstaub auf Schnee und Eis, der durch Winde in der Atmosphäre über weite Strecken transportiert wird und gewöhnlich auf Gletschern weltweit zu beobachten ist. Wegen seiner dunklen Färbung reduziert Kryokonit wesentlich die Oberflächenreflexion des Sonnenlichts und beschleunigt oder initiiert damit das Schmelzen der Gletscher. Obwohl Kryokonit aus Mineralpartikeln (Ruß, Kohlenstoff und Stickstoff) und organischer Materie besteht, ist der organische Anteil bezüglich der Wirkung auf das Abschmelzen bedeutender, weil er häufig biologisch aktiv ist und den Hauptteil von Kryokonit ausmacht. Dieses organische Material besteht zum Teil aus photosynthetisch aktiven Mikroorganismen wie Cyanobakterien oder auch Bärtierchen,[16] wie es am Rotmoosferner nachgewiesen wurde.[17] Zumindest in den Alpen wird beim Auftreten von Kryokonit der ebenfalls dunkel gefärbte Gletscherfloh beobachtet, der sich von dem eingetragenen biologischen Material ernährt, so dass eine wachsende, dunkel gefärbte Flora und Fauna im Gletscher entsteht, die in dem Schmelzwasser lebt und sich vermehrt.[18][19]

Auf eine Abkühlung oder eine Verstärkung des Schneefalls, die eine positive Massenbilanz hervorrufen, reagiert ein Gletscher mit Wachstum. Dadurch nimmt die Gletscherfläche im Zehrgebiet, dort ist die Ablation am höchsten, zu. Somit erlangt der Gletscher ein neues Gleichgewicht. Derzeit gibt es ein paar Gletscher, die wachsen. Die geringe Wachstumsgeschwindigkeit deutet allerdings darauf hin, dass sie sich nicht weit vom Gleichgewicht befinden. Auf eine Klimaerwärmung wie die globale Erwärmung oder eine Abnahme des Schneefalls, die zu einer negativen Massenbilanz führen, reagiert der Gletscher mit einem Rückgang. Dadurch verliert der Gletscher Teile seines meistens tiefer gelegenen Ablationsgebiets, sodass Akkumulation und Ablation wieder ausgeglichen sind. Wenn sich ein Gletscher jedoch nicht zu einem neuen Gleichgewichtspunkt zurückziehen kann, befindet er sich im andauernden Ungleichgewicht und wird, sofern dieses Klima bestehen bleibt, komplett abschmelzen.

Die Zahl der Gletschervorstöße nahm ab 1100 zu, seit Beginn der Industrialisierung sinkt sie ungewöhnlich rasch

Es hat im Rahmen der Klimageschichte aus unterschiedlichen Gründen immer wieder natürliche Klimaveränderungen mit Vorstößen und Rückzügen von Gletschern gegeben. Gegen Ende des Mittelalters begann die Zahl der Gletschervorstöße zu steigen. Zum Ende der so genannten Kleinen Eiszeit gegen 1850 war die globale Durchschnittstemperatur leicht angestiegen, was einen Teil des weltweiten Gletscherrückgangs in den folgenden Jahrzehnten erklären kann. Ab 1940 blieben die Durchschnittstemperaturen relativ stabil oder sanken leicht, worauf die meisten Gletscher mit relativem Stillstand oder Wachstum reagierten. Der dann ab den späten 1970er-Jahren infolge der rasch ansteigenden Lufttemperaturen in den meisten Regionen wieder einsetzende und sich in den letzten Jahren zunehmend beschleunigende Gletscherschwund wird hauptsächlich anthropogenen Einflüssen zugeschrieben und kann nicht als Teil eines natürlichen Klimawandels betrachtet werden.
Als initialer Auslöser für den Gletscherrückgang ab 1850 kann, zumindest in den Alpen, eine Senkung der Albedo der Gletscher durch im Zuge der Industrialisierung freigesetzte Rußpartikel angenommen werden. Würde man nur die Klimafaktoren betrachten, wären die Gletscher noch bis ca. 1910 gewachsen. Der gegenwärtige rapide, in allen Gebirgsregionen der Welt beobachtbare Rückgang in einer Zeit, in der die Änderung der Erdbahnparameter eher Gletschervorstöße begünstigt, ist für das Holozän sehr ungewöhnlich und deutliches Zeichen der gegenwärtigen menschenverursachten Klimaveränderungen.

## Gletscher als Klima-Indikatoren

Globale Jahresmitteltemperaturen seit 1880 nahe der Erdoberfläche, relativ zum Mittelwert der Jahre 1951 bis 1980. Die Grafik basiert auf Messungen der oberflächennahen Lufttemperatur durch Wetterstationen sowie der Meeresoberflächentemperatur durch Schiffe und Satelliten. Es sind deutlich zwei Anstiegsphasen zwischen 1910 und 1940 sowie nach 1980 zu erkennen. Quelle: NASA GISS.

Die Ausdehnungs- und Schrumpfungstendenzen von Gletschern, die sich praktisch nie in einem Ruhezustand befinden, spielen in der Klimaforschung eine bedeutende Rolle. Die Gletscher existieren in einer glazialen Oszillation zwischen Rückzug und Vorstoß. Wenn mehr Niederschlag fällt oder die Temperaturen fallen, stoßen sie in der Regel weiter vor. Bei abnehmender Niederschlagsmenge und steigenden Temperaturen schrumpfen sie. So schrumpfen die Alpengletscher seit etwa 1850, auch wenn vor allem kleinere Gletscher in dieser Region um 1920 und um 1980 wieder ein Stück vorgestoßen waren.
In der Regel sind kleinere Gletscher „klimaempfindlicher“ und so als Indikatoren für kurz andauernde Ereignisse brauchbar. Ebenso sind Gletscher in maritim geprägten Regionen eher als Klima-Indikatoren für kürzer andauernde Ereignisse geeignet als Gletscher in kontinentalen Regionen. Das liegt daran, dass in kontinentalen Regionen mit niedriger Luftfeuchte zwar ein beträchtlicher Teil des Gletschereises Ablation durch Verdunstung erfährt, aber dadurch wiederum Verdunstungswärme abgeführt wird. Diese Wärme fehlt dann, um das Gletschereis zum Schmelzen zu bringen.
Innerhalb einer klimatischen Region reagieren Gletscher aber nicht nur durch unterschiedliche Eismassen unterschiedlich auf Veränderungen. Einen großen Einfluss haben auch Oberflächengröße, Beschaffenheit des Untergrundes, Hangneigung und Talform von Talgletschern, Wind und Luv/Lee-Effekte sowie Verhalten von Gletscherschmelzwassern, um nur die wichtigsten Faktoren zu nennen. Dennoch sind gerade größere Gletscher insgesamt als relativ träge zu bezeichnen, weshalb sie weniger durch einzelne Wetterlagen beeinflusst werden als vielmehr durch Klimaveränderungen während größerer Zeiträume. Daher sind sie in ihrer Gesamtheit ein nützlicher Indikator für die langfristige Temperaturentwicklung. So rekonstruierte der Glaziologe Johannes Oerlemans anhand der Auswertung von Längenänderungen von 169 weltweit verteilten Gletschern die globale Mitteltemperatur während der letzten 400 Jahre. Demnach begann eine moderate Erwärmung Mitte des 19. Jahrhunderts. In der ersten Hälfte des 20. Jahrhunderts konnte er eine Erwärmung um etwa 0,5 °C ermitteln.

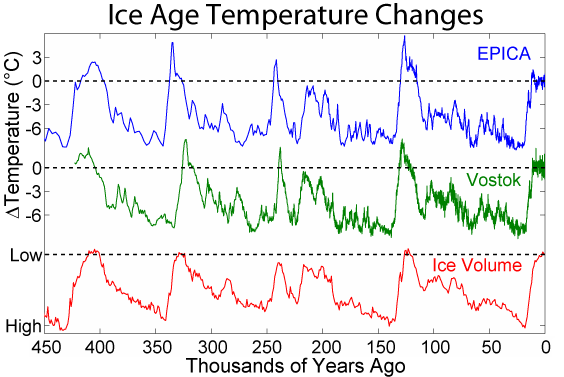
Temperaturrekonstruktionen, gewonnen aus den Eisbohrkernen EPICA und Wostok

Eine andere für die Klimaforschung wichtige Besonderheit von Gletschern besteht in ihrem hohen Alter. So können Eisbohrkerne aus ihnen gewonnen werden, die mehrere Jahrtausende zurückreichen und Aufschluss über die Entwicklung eines Gletschers und die Klimageschichte geben können. Am weiter unten aufgeführten Beispiel des Kilimandscharo etwa lässt sich so zeigen, dass dessen Gletscher seit über 11.700 Jahren durchgehend existiert haben und heutzutage vom Verschwinden bedroht sind. Noch weiter lassen Eisbohrkerne aus dem antarktischen und grönländischen Eisschild in die Vergangenheit blicken. Über mehrere hunderttausend Jahre lässt sich dadurch das Klima und die Zusammensetzung der Atmosphäre rekonstruieren.
Durch von den zurückweichenden Gletschern freigegebene Funde von Torfen und Baumstämmen zum Beispiel an der österreichischen Pasterze lässt sich auch zeigen, dass die Ausdehnung einiger Gletscher in früheren Zeiten (vor 6000–9000 Jahren) deutlich geringer gewesen ist als heute. Folglich geht man von höheren Temperaturen in Zeiten zurückweichender Gletscher aus. Prominentes Beispiel ist „Ötzi“, der vor etwa 5300 Jahren auf einem damals eisfreien Joch in der Nähe von Vent/Ötztaler Alpen ums Leben kam und dann von einer Schnee- und Eisdecke eingeschlossen wurde, wo er infolge des Gletscherrückzuges 1991 unter dem Eis auftauchte. Christian Schlüchter und Ueli Jörin vom Institut für Geologie der Universität Bern gingen in ihrer Veröffentlichung Alpen ohne Gletscher? von 2004 davon aus, dass die kleine Eiszeit vom 17. bis Mitte des 19. Jahrhunderts die größte Alpengletscherausdehnung der letzten 10.000 Jahre zur Folge hatte und die Gletscher etwas über 50 % dieses Zeitraums von geringerer Ausdehnung waren, als heute. Sie kamen zu dem Schluss, dass der Einfluss der Sonnenaktivität auf die Gletscherentwicklung bisher unterschätzt wurde.

## Globale Bestandsaufnahme des Prozesses
Die nachfolgende eingehendere Bestandsaufnahme des weltweiten Gletscherschwunds ist dreiteilig gegliedert in mittlere Breiten, tropische Zone und Polarregion. Dem liegt nicht allein die Anlehnung an gängige geografische Unterscheidungsmuster zugrunde, sondern auch die Tatsache, dass für die Eisbildung und Gletscherschmelze in diesen drei Zonen jeweils besondere Voraussetzungen bestehen. Auch hinsichtlich der zu erwartenden Folgen eines fortgesetzten Abschmelzungsprozesses ergeben sich für die künftigen Lebensbedingungen von Menschen spezifische Unterschiede.

### Gletscher mittlerer Breite
Gletscher mittlerer Breite befinden sich entweder zwischen dem nördlichen oder dem südlichen Wendekreis und einem der Polarkreise. In diesen jeweils 4.785 km breiten Regionen gibt es Gebirgsgletscher, Talgletscher und auf höheren Gebirgen auch kleinere Eiskappen. Alle diese Gletscher befinden sich in Gebirgszügen, u. a. dem Himalaya, den Alpen, den Pyrenäen, den Rocky Mountains, den patagonischen Anden in Südamerika oder auch auf Neuseeland. Je näher die Gletscher dieser Breiten den polaren Regionen sind, desto ausgedehnter und massiver sind sie. Die Gletscher mittlerer Breite sind die in den letzten 150 Jahren am gründlichsten untersuchten. Wie auch die tropischen Gletscher, gehen praktisch alle Gletscher der mittleren Breite zurück und weisen eine negative Massenbilanz auf.

#### Alpen

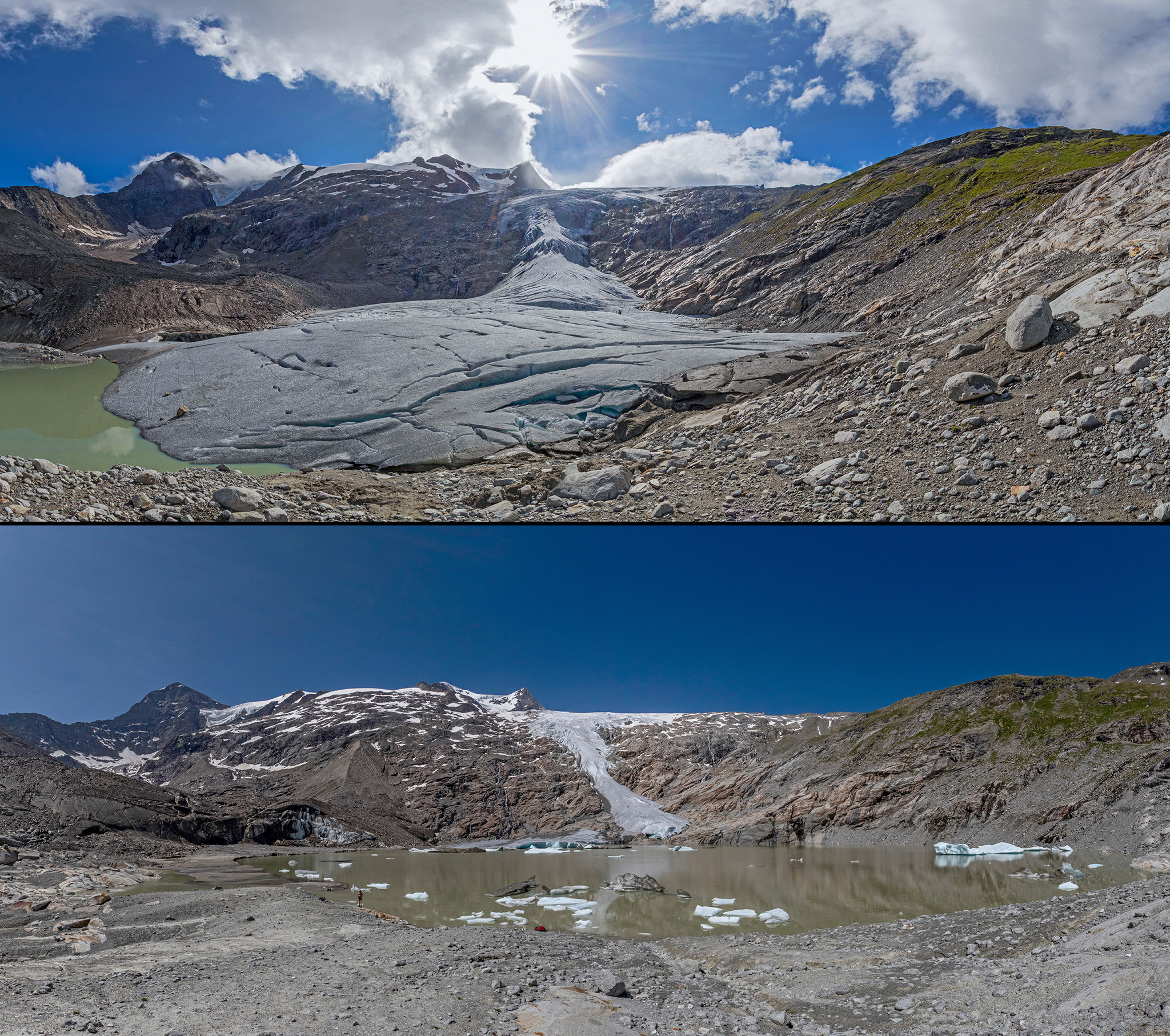
Schlatenkees 2020 (oben) und 2025 (unten)

In den 1970er-Jahren gab es in den Alpen etwa 5.150 Gletscher, die eine Fläche von 2.903 km² bedeckten (davon 1.342 km² in der Schweiz, 602 km² in Italien, 542 km² in Österreich und 417 km² in Frankreich). Eine Studie über die Entwicklung dieser Gletscher seit 1850 kommt zu dem Ergebnis, dass bis 1970 bereits 35 % der ursprünglich vorhandenen Gletscherfläche verschwunden war und dass sich dieser Schwund bis 2000 auf annähernd 50 % vergrößert hatte. Das bedeutet, dass um die Jahrtausendwende bereits die Hälfte der ehemals von Gletschern bedeckten Fläche durch den Rückgang des Eises freigelegt worden war. Zwischen 2000 und 2015 gingen pro Jahr weitere 1,8 % Gletscherfläche verloren.
Der World Glacier Monitoring Service (WGMS) berichtet alle fünf Jahre über Veränderungen des Endpunkts von Gletschern überall auf der Erde. Nach dem Bericht zum Zeitraum 1995–2000 gingen in den Alpen in diesem Fünf-Jahres-Zeitraum 103 von 110 untersuchten Gletschern in der Schweiz, 95 von 99 Gletschern in Österreich, alle 69 Gletscher in Italien und alle 6 Gletscher in Frankreich zurück.
Die Gletscher in den Alpen ziehen sich heute zudem schneller zurück als noch vor einigen Dekaden: So verlor der Triftgletscher von 2002 bis 2005 500 m oder 10 % seiner vorherigen Länge. Der Große Aletschgletscher, der mit einer Länge von 22,9 km der längste Gletscher der Alpen ist, hat sich seit 1870 um knapp 2.800 m zurückgezogen. Die letzte Vorstoßphase zwischen 1588 und 1653 ist relativ detailliert erfasst. Seine Rückzugsgeschwindigkeit hat sich ebenfalls erhöht. Seit 1980 sind 965 m geschmolzen. Allein 2006 büßte er fast 115 m an Länge ein (2007 waren es etwa 32 m). Um 2000 hatte der Aletschgletscher in etwa die gleiche Ausdehnung wie während des Klimaoptimums der Römerzeit (200 v. Chr. bis 50 n. Chr.) und war noch 1000 Meter länger als vor etwa 3300 Jahren während des Bronzezeit-Optimums. Seit der Jahrtausendwende schmolz die Oberfläche in den unteren Lagen um mehr als acht Meter pro Jahr, so eine Auswertung von Satellitendaten der Jahre 2001–2014 an der Universität Erlangen-Nürnberg.
Holz- und Torffunde aus Gletscher-Moränen in den Alpen lassen darauf schließen, dass einige Gletscher im Laufe des Holozäns mitunter wesentlich weiter zurückgegangen waren, als dies zu Beginn der 2000er-Jahre der Fall war. Andere Gletscher sind nachweislich seit wenigstens 5000 Jahren nicht kleiner gewesen als heute.
Im Sommer 2006 wurden die Folgen des Gletscherrückgangs in den Alpen durch Felsabstürze am schweizerischen Eiger besonders deutlich: Mehr als 500.000 m³ Felsen stürzten am 13. Juli auf den Unteren Grindelwaldgletscher. Insgesamt gelten  bis zu 2 Millionen m³ Gestein mit einem Gewicht von fünf Millionen Tonnen als absturzgefährdet. Ursache für die Abbrüche ist unter anderem der Rückgang von Gletschern, die überhängende Bergteile stützten, und das Schmelzen von Permafrost-Bereichen (Ausaperung), in denen zerklüftetes Gestein vom Eis wie von einem Klebstoff zusammengehalten worden war.
Szenarien für das 21. Jahrhundert zeigen an, dass bei einer Erhöhung der durchschnittlichen Lufttemperatur im Sommer (April bis September) um 3 °C bis 2100 die Gletscher der Alpen etwa 80 % der im Zeitraum zwischen 1971 und 1990 noch vorhandenen Fläche verloren haben könnten. Das entspräche nur noch einem Zehntel der Ausdehnung von 1850. Eine Erwärmung um 5 °C könnte praktisch jeden alpinen Gletscher verschwinden lassen.

##### Deutschland
Die Gletscher in den deutschen Alpen ziehen sich seit Mitte des 19. Jahrhunderts zurück. Ende der 2010er Jahre gab es noch fünf Gletscher mit einer Gesamtfläche von weniger als 0,5 km²: den Höllentalferner, Nördlichen und Südlichen Schneeferner, den Watzmanngletscher und das Blaueis. Seit 2022 wird der Südliche Schneeferner, dessen Fläche zuletzt auf weniger als 1 Hektar geschrumpft war, nicht mehr als Gletscher geführt. In keinem der vier verbliebenen Gletscher gibt es noch ein Gebiet, in dem regelmäßig Akkumulation stattfindet. Die zunehmend warmen Sommer lassen den Winterschnee mittlerweile in weniger als einem Monat schmelzen. Bei Fortschreibung des Trends zu zunehmenden Schmelzraten könnte es schon in den 2040er Jahren praktisch keine Gletscher mehr in Deutschland geben.

##### Frankreich
Die französischen Alpengletscher gingen in den Jahren 1942 bis 1953 stark zurück, dann dehnten sie sich bis 1980 wieder etwas aus, und seit 1982 schrumpfen sie erneut. Seit 1870 zogen sich beispielsweise der Argentière-Gletscher und der Mont-Blanc-Gletscher um 1.150 m beziehungsweise um 1.400 m zurück. Der größte Gletscher in Frankreich, das Mer de Glace, das heute 11 km lang und 400 m dick ist, hat in den letzten 130 Jahren 8,3 % seiner Länge (≈1 km) verloren. Außerdem wurde er im Mittelteil seit 1907 um 27 % (≈ 150 m) dünner. Der Bossons-Gletscher in Chamonix hat sich seit Anfang des Jahrhunderts um 1.200 m zurückgezogen.

##### Italien
Ähnlich wie die Gletscher der Schweizer Alpen zogen sich 1980 in den italienischen Alpen (1989 waren dort ca. 500 km² vergletschert) ca. ein Drittel der Gletscher zurück, 1999 waren es 89 %. Von 2004 bis 2005 haben sich sogar alle Gletscher der italienischen Alpen zurückgezogen. Bis zum Jahr 2011 schrumpfte die vergletscherte Fläche auf 370 km².

##### Österreich

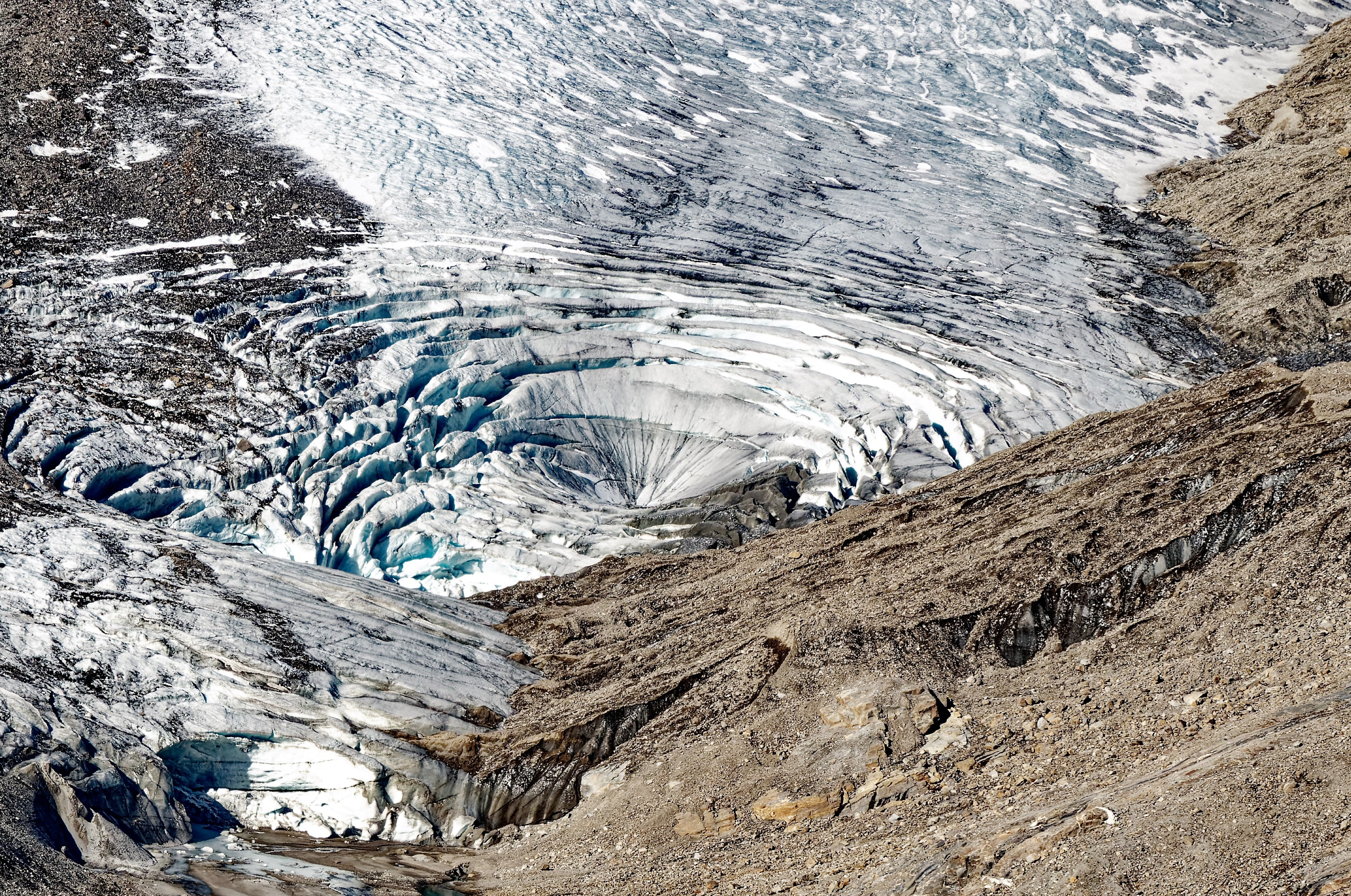
Eiszerfall mit Zerfallsbereich der Pasterze im Oktober 2021

Der Glaziologe Gernot Patzelt berichtete 2007 über 100 vom Österreichischen Alpenverein beobachtete Gletscher, dass durch deren Rückgang derzeit Land freigelegt werde, das seit wenigstens 1300 Jahren ständig vergletschert gewesen sei. Gleichzeitig betonte er jedoch, dass Funde von Torfen und Baumstämmen belegten, dass diese Gebiete früher teilweise von Lärchenwäldern bedeckt gewesen seien und die aktuellen Gletscherstände historisch gesehen „nicht außergewöhnlich“. Laut Gletscherbericht 2021/2022 hatten in dem Jahr alle beobachteten Gletscher Länge verloren, der Rückgang war der größte seit Beginn der Beobachtungen Ende des 19. Jahrhunderts und unzweifelhaftes Zeichen der Erderwärmung. Der Alpenverein rechnet damit, dass die österreichischen Alpen langfristig ohne Gletscher sein werden. Eine Studie der Universität Innsbruck hat am Hintereisferner mit dem 23. Juni im Jahr 2022 den bisher frühesten Gletscherschwundtag – der Tag an dem die im Winter aufgebaute Eismasse vergangen ist – bestimmt.

##### Schweiz

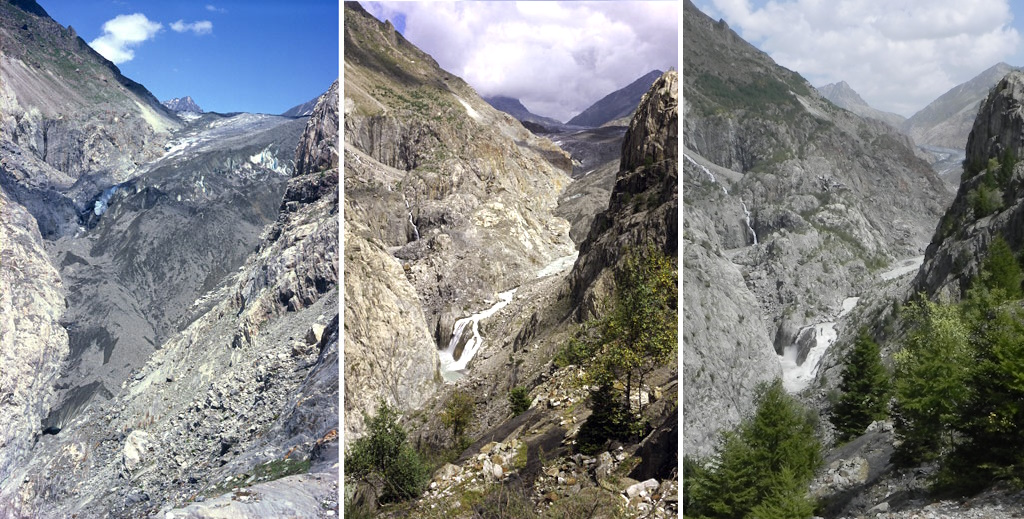
Volumenverlust Großer Aletschgletscher: links 1979, mittig 2002, rechts 2025

Gemäß einer Studie der ETH Zürich hat sich das Volumen der Gletscher in der Schweiz zwischen 1931 und 2016 halbiert. Von 2016 bis 2022 haben die Gletscher laut dem Schweizerischen Gletschermessnetz (GLAMOS) weitere 12 Prozent an Volumen verloren. Das im November 2014 veröffentlichte Schweizer Gletscherinventar beschreibt für den Zeitraum zwischen 1973 und 2010 einen Rückgang um 28 Prozent, was einem Verlust von 22,5 km³ Firn und Eis entspricht. Während um 1850 noch 1.735 und 1973 noch 1.307 km² vergletschert waren, gab es Ende 2010 noch 1.420 Einzelgletscher, welche eine Fläche von nur noch 944 km² einnahmen. Laut dem Glaziologen Matthias Huss (Leitung GLAMOS) hat sich bis 2016 mit einem Rückgang von 1735 km² auf 890 die gesamte Gletscherfläche in der Schweiz halbiert, von 2.150 (1973) Gletschern seien 750 geschmolzen. Vor allem Lagen unter 3.000 Metern seien schon bald eisfrei. Seit dem Anfang der jährlichen Längenmessungen beim Morteratschgletscher 1878, verlor er bis 1995 etwa 2 km seiner Länge. Im Durchschnitt zog sich der Gletscher also um etwa 17 m pro Jahr zurück, in der jüngsten Vergangenheit erhöhte sich die durchschnittliche Abschmelzgeschwindigkeit; zwischen 1999 und 2005 betrug sie 30 m pro Jahr. Für das Jahr 1999 wurde das Gesamtvolumen der Gletscher auf 74 km³ berechnet, für 2016 auf 54 km³. Das Eisvolumen für 1850 wurde auf rund 130 km³ geschätzt. Im Jahr 2019 wurden nur noch 1463 Schweizer Gletscher gezählt, was einem Verlust von 700 Gletschern seit den 1970er-Jahren durch Abschmelzung entspricht. In Folge des schneearmen Winters 2021/22 erreichte der Gletscherschwund im überdurchschnittlich heißen Sommer 2022 einen neuen Rekordschwund. Die Gletscher verloren dabei rund 3 km³ Eis, was mehr als sechs Prozent des verbleibenden Volumens entspricht. Beim vorherigen Rekord aus dem Hitzejahr 2003 verloren die Gletscher rund 2,6–2,9 km³ Eis. Nach dem extrem schneearmen und milden Winter 2022/2023 schmolzen die Gletscher um rund 4 Prozent, was dem zweitstärksten Rückgang seit Messbeginn entspricht. Das übriggebliebene Volumen betrug demnach im Jahr 2023 noch 47,6 km³. Somit haben die Gletscher in der Schweiz in nur zwei Jahren etwa so viel Masse verloren wie im Zeitraum zwischen 1960 und 1990 insgesamt. Auch im Jahr 2024 wurde eine negative Massenbilanz erwartet, totz des schneereichen Winters 2023/2024. Die Temperaturanomalien im Jahr 2024 und Saharastaubereignisse beschleunigten das Abschmelzen. Der Verlust betrug rund 2,5 Prozent, was über dem Mittelwert des letzten Jahrzehnts liegt. Das übriggebliebene Volumen liegt bei 46,4 km³ und die übriggebliebene Fläche bei 775 km². Seit dem Jahr 2000 hat sich das Gletschervolumen in der Schweiz um fast 40 Prozent verringert (Stand: 2024).

#### Pyrenäen und südliches Europa

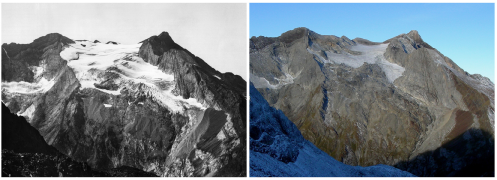
Der Oussoue-Gletscher 1911 und 2011

In den Pyrenäen, im Grenzgebiet zwischen Frankreich und Spanien, befinden sich einige der südlichsten Gletscher Europas. Im Vergleich zu anderen Regionen ist dort die vergletscherte Fläche sehr klein. Aufgrund ihrer südlichen Lage in meist geringer Höhe und ihrer kleinen Fläche sind die Pyrenäengletscher durch den Klimawandel besonders verwundbar. Bis zur Mitte des 19. Jahrhunderts stießen die meisten Pyrenäengletscher vor, seitdem gehen sie zurück, seit etwa 1980 in einem drastischen Ausmaß.
Zwischen 1850 und 2016 haben die Pyrenäengletscher knapp 90 % ihrer Fläche verloren: Sie ging von insgesamt 20,6 km² auf nurmehr 2,4 km² zurück. Ihre Anzahl sank von 52 auf 19. Von den verbleibenden Gletschern hatten 2016 noch vier eine Fläche von mehr als 0,1 km²: der Aneto-Gletscher (0,51 km²), der Monte Perdido-Gletscher (0,38 km²), der Oussoue-Gletscher am Vignemale (0,37 km²) und der Maladeta-Gletscher (0,29 km²). Im Jahr 2023 waren es noch 15 Gletscher mit etwas mehr als 1,4 km² Fläche insgesamt. Der Zustand der meisten Gletscher gilt als kritisch.
Außerhalb der Alpen und Pyrenäen gibt es mit dem Calderone-Gletscher noch ein Relikt im Apennin (Italien), das seit 1794 mehr als 90 % seines Volumens verloren hat, und mehrere Mikrogletscher auf dem Balkan (in Montenegro, Albanien, Bulgarien). Mit voranschreitender Erwärmung werden die europäischen Gletscher südlich des 44. Breitengrades verschwinden, einschließlich der in den Meeralpen und slowenischen Kalkalpen.

#### Nordeuropa

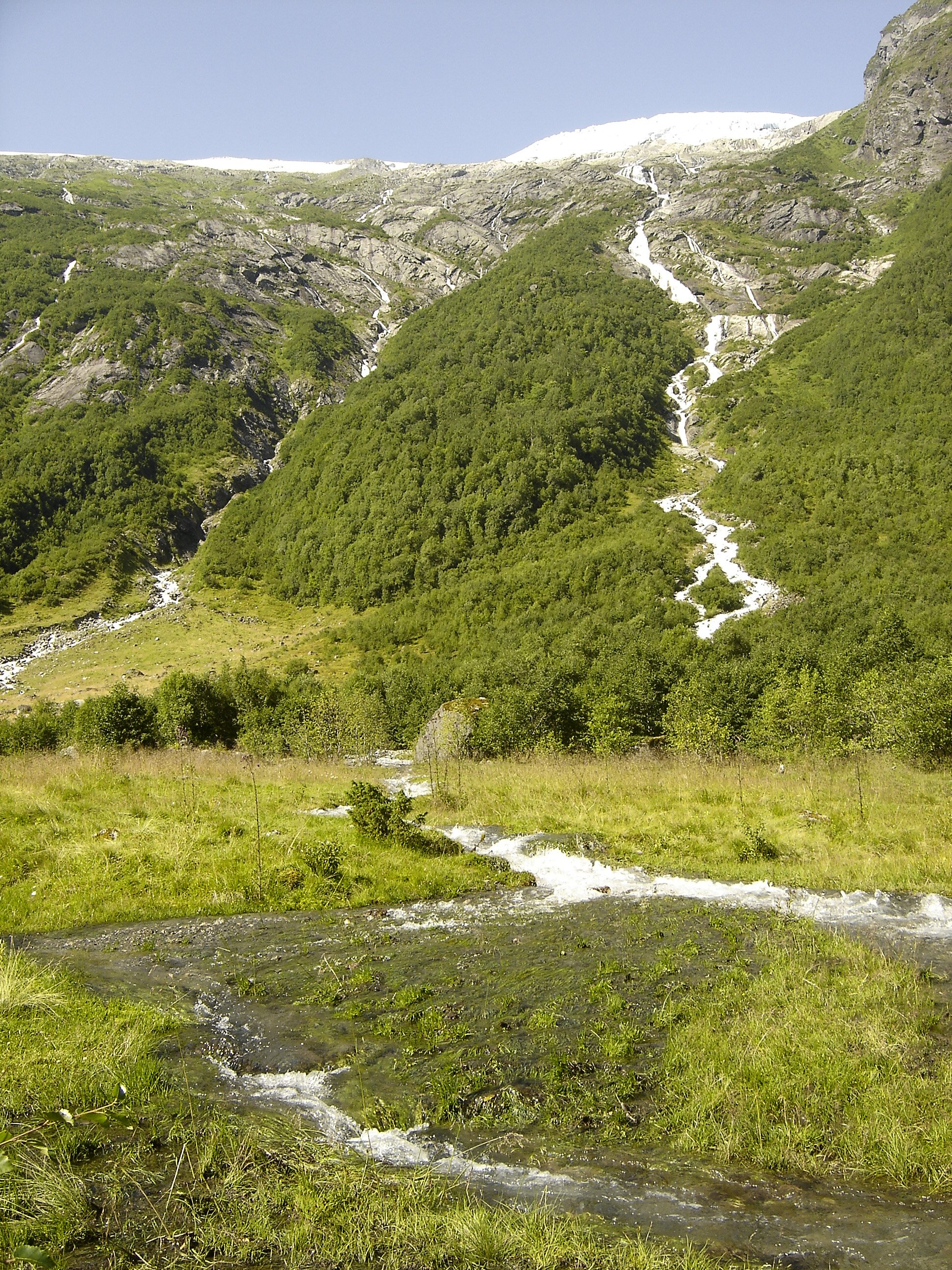
Wasserabgabe des Jostedalsbreen im Sommer 2004

Nicht nur in den Alpen, sondern auch in anderen Gebieten Europas schwinden die Gletscher. Die nördlichen Skanden im Norden Schwedens erreichen eine Höhe von bis zu 2.097 m (Kebnekaise). Zwischen 1990 und 2001 gingen dort 14 von 16 in einer Studie untersuchten Gletschern zurück, von den beiden übrigen wuchs einer und einer blieb stabil. Auch in Norwegen, wo es 1.627 Gletscher gibt, die eine Fläche von ca. 2.609 km² bedecken, ist ein Gletscherrückgang, unterbrochen von einigen Perioden mit Wachstum um 1920, 1925 und in den 1990er-Jahren, zu beobachten. In den 1990er-Jahren wuchsen 11 von 25 beobachteten norwegischen Gletschern, da die winterlichen Niederschlagsmengen mehrere Jahre in Folge überdurchschnittlich hoch waren.
Seit 2000 gehen die Gletscher aufgrund mehrerer Jahre mit geringen winterlichen Niederschlägen und wegen mehrerer heißer Sommer (2002 und 2003) signifikant zurück. Insgesamt zeigt sich ein starker Rückgang im Anschluss an die 1990er-Jahre. Bis 2005 wuchs nur einer der 25 beobachteten Gletscher, zwei blieben unverändert und die restlichen 22 zogen sich zurück. 2006 war die Massenbilanz der norwegischen Gletscher stark negativ: Von 26 untersuchten Gletschern schwanden 24, einer zeigte keine Längenveränderungen und einer wuchs. Der norwegische Engabreen-Gletscher verkürzte sich zum Beispiel seit 1999 um 185 m. Der Brenndalsbreen und der Rembesdalsskåka haben sich seit 2000 um 276 bzw. 250 m verkürzt. Allein 2004 verlor der Briksdalsbreen 96 m – der größte jährliche Längenverlust dieses Gletschers seit dem Beginn der Messungen im Jahr 1900. Von 1995 bis 2005 wich die Gletscherstirn um 176 m zurück.

#### Asien
Der Himalaya und andere Gebirgsketten in Zentralasien umfassen große Regionen, die vergletschert sind; allein im Himalaya bedecken etwa 6.500 Gletscher eine Fläche von 33.000 km². Diese Gletscher spielen eine zentrale Rolle für die Wasserversorgung arider Länder wie der Mongolei, des westlichen Teils von China, Pakistans und Afghanistans. Einer Schätzung zufolge sind um die 800 Mio. Menschen zumindest teilweise auf Schmelzwasser der Gletscher angewiesen. Wie andere Gletscher weltweit schwinden die asiatischen Gletscher schnell. Der Verlust dieser Gletscher würde enorme Auswirkungen auf das Ökosystem und für die Menschen in dieser Region haben.

##### Himalaya

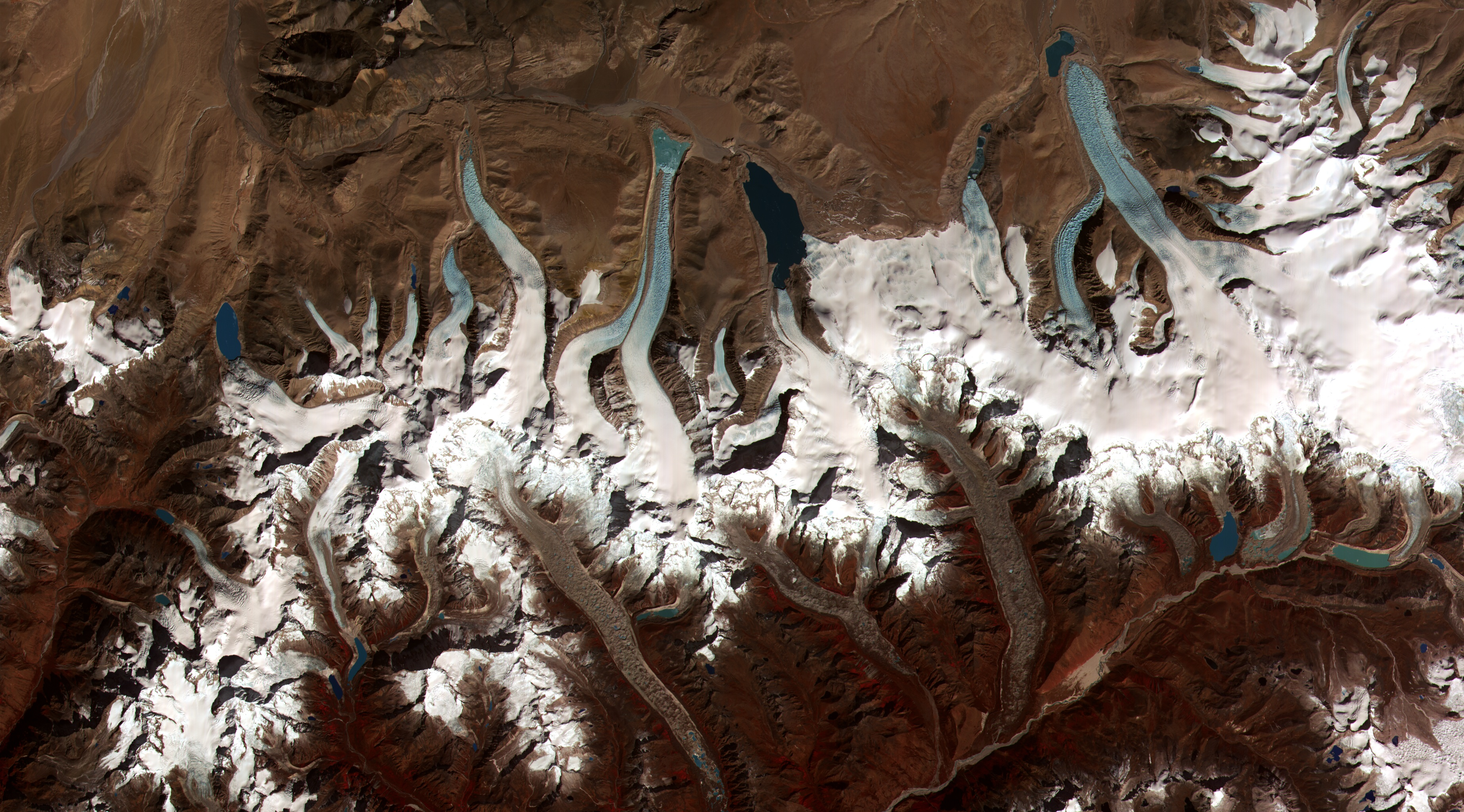
Dieses Bild der NASA zeigt die Bildung zahlreicher Gletscherseen am Endpunkt der sich zurückziehenden Gletscher in Bhutan im Himalaya

Die meisten Gletscher im Himalaya schmelzen seit Mitte des 19. Jahrhunderts ab, mit Ausnahme der Gletscher im Karakorumgebirge und in Teilen des nordwestlichen Himalayas. Der Massenverlust hat sich in den letzten Jahrzehnten wahrscheinlich beschleunigt. Die bis in die 2010er Jahre fast ausgeglichene Massenbilanz im zentralen Karakorum, die ähnlich auch im westlichen Kunlun Schan und östlichen Pamirgebirge beobachtet wurde, wird als Karakorum-Anomalie bezeichnet. Im Jahr 2021 veröffentlichte Auswertungen von Satellitendaten deuten jedoch darauf hin, dass die Karakorum-Gletscher nun auch an Masse verlieren.
Einige Gebiete im Himalaya erwärmen sich fünfmal so schnell wie der globale Durchschnitt. Die Ursachen dafür sind neben dem Anstieg der Treibhausgaskonzentrationen auch große Mengen an Ruß und anderen Partikeln, die bei der Verbrennung fossiler Rohstoffe und Biomasse entstehen. Diese Partikel absorbieren Solarstrahlung, wodurch Luft erwärmt wird. Diese Schicht erwärmter Luft steigt auf und beschleunigt in den Gebirgen den Rückgang der Gletscher. Ein Vergleich digitaler Höhenmodelle der Jahre 1975–2000 und 2000–2016 zeigt eine Verdopplung des Eisverlustes in allen untersuchten Regionen. Das deutet darauf hin, dass nicht Rußimmissionen, sondern die Klimaänderungen im Himalaya dominanter Treiber der Gletscherschmelze sind. Im Karakorum gibt es einige Surge-Gletscher. Vergleichsweise niedrige Sommertemperaturen und eher zunehmenden Niederschlägen – möglicherweise durch intensivierte Bewässerung im Tarimbecken oder einen noch geringeren Einfluss des Sommermonsuns – erklären wahrscheinlich die Karakorum-Anomalie, ein Zusammenhang mit Surge-Effekten konnte noch nicht belegt werden.
In China schmolzen zwischen 1950 und 1970 53 % von 612 untersuchten Gletschern. Nach 1990 befanden sich bereits 95 % im Rückgang. Dies ist ein Anzeichen dafür, dass der Gletscherschwund in dieser Region zunimmt. Der in der zweiten Hälfte des letzten Jahrhunderts in Zentralasien anhaltende Gletscherschwund zeigte jedoch auch Unterbrechungen. Aus dem Inneren Himalaya sind beispielsweise Gletscherzungenstagnationen bzw. geringe Zungenvorstöße für den Zeitraum von ca. 1970 bis 1980 bekannt. Die Gletscher des chinesischen Gebiets Xinjiang sind zwischen 1964 und der Mitte der 2000er-Jahre um 20 % abgeschmolzen. In diesem Gebiet befindet sich fast die Hälfte der vergletscherten Fläche Chinas.
Ausnahmslos alle Gletscher in der Region um den Mount Everest im Himalaya befinden sich im Rückgang. Der Khumbu-Gletscher in der Nähe des Mount Everests zog sich seit 1953 um etwa 5 km zurück. Auf der Nordseite befindet sich der Rongbuk-Gletscher, welcher jährlich 20 m an Länge verliert. Der etwa 30 km lange Gangotri-Gletscher in Indien, der als Quelle des Ganges gilt, schmolz zwischen 1971 und 2004 jährlich um 27 m ab. In den 69 Jahren von 1935 bis 2004 verlor er durchschnittlich 22 m Länge im Jahr. Insgesamt ist er in den letzten 200 Jahren um zwei Kilometer kürzer geworden. Durch das Abschmelzen der Gletscher im Himalaya haben sich neue Gletscherseen gebildet. Es besteht die Gefahr, dass diese ausbrechen (Gletscherlauf) und dabei Überschwemmungen verursachen.

##### Übriges Zentralasien
Im nördlichen Teil des Tian Shan, dessen höchster Gipfel 7.439 m hoch ist und das sich auf die Staatsgebiete von China, Kasachstan, Kirgisistan und Tadschikistan erstreckt, haben die Gletscher, die zur Wasserversorgung dieses ariden Gebietes beitragen, zwischen 1955 und 2000 jedes Jahr fast zwei Kubikkilometer (km³) Eis verloren. Zwischen 1974 und 1990 haben die Gletscher zudem jährlich durchschnittlich 1,28 % ihres Volumens eingebüßt.
Gletscher im Ak-Shirak-Gebirge des zentralen Tian Shan in Kirgisistan verloren zwischen 1943 und 1977 bereits einen kleinen Teil ihrer Masse. Zwischen 1977 und 2001 haben sie weitere 20 % an Masse verloren.
Südlich des Tian-Shan-Gebirges befindet sich der Pamir, ein weiteres Hochgebirge mit einer Höhe von bis zu 7.719 m. Im Pamir, der sich hauptsächlich in Tadschikistan befindet, gibt es tausende von Gletschern, die zusammen eine Fläche von etwa 1200 km² bedecken. Sie alle befinden sich im Rückgang. Während des 20. Jahrhunderts haben die Gletscher in Tadschikistan 20 km³ Eis verloren. Der 70 km lange Fedtchenko-Gletscher, der größte Gletscher in Tadschikistan und zugleich der längste nicht polare Gletscher der Welt, hat bereits 1,4 % seiner Länge (0,98 km) und 2 km³ Eis während des 20. Jahrhunderts eingebüßt. Auch der benachbarte Skogatch-Gletscher schmilzt: Zwischen 1969 und 1986 hat er 8 % seiner gesamten Eismasse verloren. Tadschikistan und die anderen Anrainerstaaten des Pamirs sind vom Schmelzwasser der Gletscher abhängig, da es den Wasserstand in den Flüssen während Dürreperioden und in trockenen Jahreszeiten aufrechterhält. Aufgrund des Gletscherschwundes wird kurzfristig mehr, langfristig aber weniger Flusswasser zur Verfügung stehen.

##### Nordasien
Insgesamt kommt es in allen Regionen Nordasiens zu einem Rückgang der vergletscherten Fläche, der bis 2018 von 10,6 % in Kamtschatka bis zu 69 % im Korjakengebirge reichte. Auch in der Orulgan-Kette im Werchojansker Gebirge und im Bargusingebirge ging mehr als die Hälfte der Gletscherfläche verloren. In den flächenmäßig bedeutsamen Gletschergebieten des Altai, Suntar-Chajata-Gebirges und Tscherskigebirges liegt der Rückgang bei etwa einem Viertel. Einzelne Ausnahmen gibt es in Kamtschatka, wo vulkanisches Gesteinsmaterial Gletscher teilweise bedeckt und besondere Isolation bietet.
In vergletscherten Gebirgen ist eine deutliche Steigerung der Sommertemperaturen zu verzeichnen, in den 1990er Jahren begannen sie, die Maximalwerte des vergangenen Jahrhunderts zu überschreiten. Im westlichen und zentralen Teil Sibiriens sind die Trends geringer als im Osten. Seit der ersten Hälfte der 2010er Jahre traten außerdem einige blockierende Hochdrucklagen und Hitzewellen auf. In einigen Regionen kommt eine abnehmende Niederschlagsmenge im Winter hinzu, hier kommt es zu einem doppelt negativen Effekt auf die Gletscher: geringere Akkumulation im Winter und erhöhte Schmelzraten im Sommer. Aber auch im Altai und im östlichen Sajangebirge, wo der Niederschlag anstieg, konnte der sommerliche Eisverlust dadurch nicht kompensiert werden.
Mit dem Abschmelzen der Gletscher geht in einigen Gebieten ein erhöhtes Risiko von Gletscherläufen einher.

##### Vorderasien

Diese Gletscher in Neuseeland haben sich in den letzten Jahren stark zurückgezogen

In Vorderasien gibt es eine größere Anzahl Gletscher im Kaukasus, dazu je eine niedrige zweistellige Zahl im Iran und der Türkei. Die Gletscher des Großen Kaukasus sind vorwiegend kleine Kargletscher. Um die höchsten Gipfel, wie den Elbrus und den Kazbek, gibt es auch ausgedehnte Eisfelder. Die vergletscherte Fläche im Kaukasus sank zwischen 1960 und 1986 um 11,5 %. Zwischen 1986 und 2014 beschleunigte sich der Verlust, es gingen weitere 19,5 % der Gletscherfläche verloren. Die Zahl der Gletscher ging von 2349 auf 2020 zurück, obwohl durch die Auflösung größerer Gletscher zahlreiche kleinere entstanden waren.
Im Iran stellen Gletscher in einigen Regionen in Trockenzeiten ein wichtiges Wasserreservoir dar. In fünf Regionen gab es 2009 insgesamt noch etwa 30 kleine Gletscher. Über die Entwicklung der meisten Gletscher dort ist wenig bekannt. In der Takhte-Soleiman-Region im westlichen Teil des Elburs-Gebirges wurden deutliche Eisverluste festgestellt. In der Türkei zeigen Satellitenmessungen, einhergehend mit steigenden Minimum-Temperaturen im Sommer, mehr als eine Halbierung der vergletscherten Fläche, von 25 km² in den 1970er Jahren auf 10,85 km² in den Jahren 2012–2013. Fünf Gletscher verschwanden gänzlich. Nur noch zwei, am Ararat und Uludoruk, hatten eine Fläche von mehr als 3,0 km².

#### Neuseeland
Die neuseeländischen Gletscher, die 2010 eine Fläche von 1.162 km² bedeckten, sind – bis auf kleine Gletscher am Ruapehu – auf der Südinsel entlang der Neuseeländischen Alpen zu finden. Die Gebirgsgletscher sind seit 1890 allgemein im Rückgang, der sich seit 1920 beschleunigt hat. Zwischen 1978 und 2014 haben die neuseeländischen Gletscher insgesamt ca. 19,3 km³ Eisvolumen verloren (entsprechend 36 %). Das gesamte Eisvolumen betrug 2014 etwa 34,3 km³. Bei einer extremen Hitzewelle 2017/2018 gingen weitere 3,8 km³ Eis, annähernd 10 %, verloren. Die meisten Gletscher sind messbar dünner geworden, haben sich verkürzt, und das Nährgebiet der Gletscher hat sich im Laufe des 20. Jahrhunderts in höhere Lagen verschoben. Seit den 1980er-Jahren haben sich unzählige kleine Gletscherseen hinter den Endmoränen vieler Gletscher gebildet. Satellitenbilder zeigen, dass sich diese Seen ausdehnen. Ohne die durch den Menschen verursachte globale Erwärmung hätte es, einer Attributionsstudie zufolge, das Extremereignis 2018 wie auch eines im Jahr 2011 sehr wahrscheinlich nicht gegeben.
Einige Gletscher, erwähnenswert sind der Fox- und der Franz-Josef-Gletscher, haben sich periodisch, besonders in den 1990er-Jahren, ausgedehnt. Doch in der Gesamtbilanz des 20. und 21. Jahrhunderts ist dieses Wachstum gering. Beide Gletscher ziehen sich seit 2009 wieder stark zurück und waren um das Jahr 2015 über 3 km kürzer als zu Beginn des letzten Jahrhunderts. Diese großen, schnell fließenden Gletscher, die an steilen Abhängen liegen, reagieren stark auf kleine Änderungen. Auf einige Jahre mit günstigen Bedingungen, wie erhöhtem Schneefall oder niedrigeren Temperaturen, reagieren diese Gletscher sofort mit schnellem Wachstum. Doch enden diese günstigen Bedingungen, gehen sie wiederum ähnlich schnell zurück. Die Ursache für das Wachstum einiger Gletscher war verbunden mit kühleren Meerestemperaturen in der Tasmanischen See, möglicherweise infolge eines häufigeren Auftreten des El Niño. Dies verursachte regional kühlere Sommer und mehr Niederschlag in Form von Schnee.

#### Nordamerika

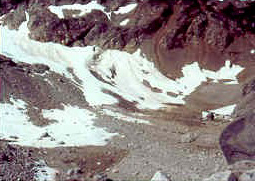
Der Lewis-Gletscher, North Cascades National Park, nach dem Abschmelzen 1990

Gletscher in Nordamerika liegen hauptsächlich in den Rocky Mountains in den USA und Kanada. Darüber hinaus finden sich Gletscher in verschiedenen Gebirgszügen an der Pazifikküste zwischen dem Norden Kaliforniens und Alaska und einige kleine Gletscher verstreut in der Sierra Nevada in Kalifornien und Nevada (Grönland gehört zwar geologisch zu Nordamerika, wird aber aufgrund seiner Lage auch zur Arktis gezählt). Insgesamt ist in Nordamerika eine Fläche von etwa 276.000 km² vergletschert. Bis auf einige Gletscher, wie den Taku-Gletscher, die ins Meer münden, gehen praktisch alle Gletscher in Nordamerika zurück. Seit Anfang der 1980er-Jahre hat sich die Abschmelzgeschwindigkeit drastisch erhöht und in jeder Dekade schwanden die Gletscher schneller als in der vorherigen.
An der Westküste Nordamerikas verläuft die Kaskadenkette von Vancouver (Kanada) bis in den Norden Kaliforniens. Abgesehen von Alaska stellen die mehr als 700 Gletscher der nördlichen Kaskaden (zwischen der Kanadischen Grenze und der Interstate 90 in Zentral-Washington) etwa die Hälfte der vergletscherten Fläche der USA. Diese Gletscher beinhalten so viel Wasser wie alle Seen und Reservoirs im Staat Washington zusammen. Außerdem versorgen sie viele Flüsse und Bäche in den trockenen Sommermonaten mit Wasser in einer Menge von etwa 870.000 m³.

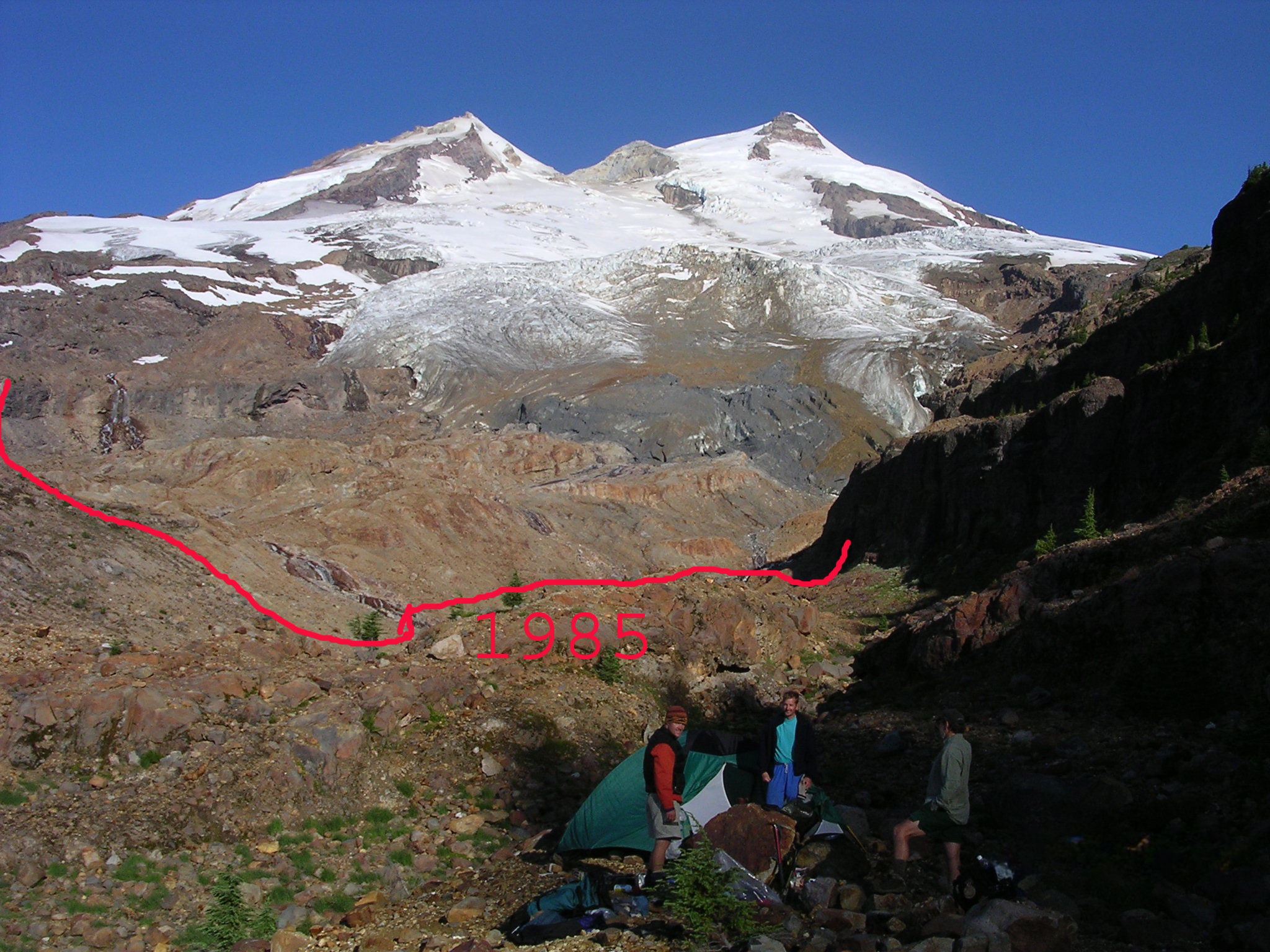
Der Boulder-Gletscher hat sich zwischen 1987 und 2005 um 450 m zurückgezogen

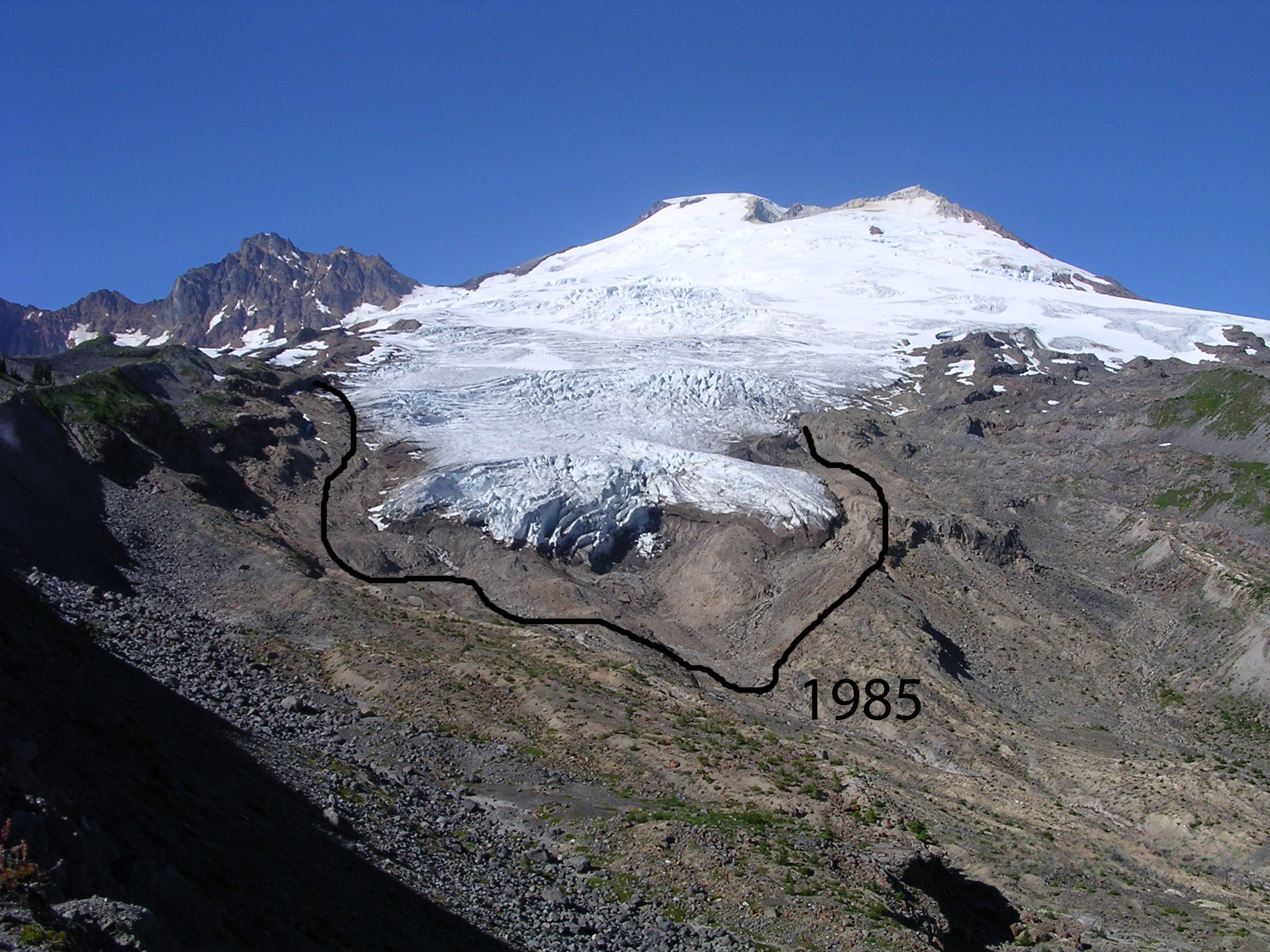
Der Easton-Gletscher (in den Nord-Kaskaden gelegen) verlor zwischen 1990 und 2005 255 m Länge

Bis 1975 wuchsen noch viele Gletscher in den Nord-Kaskaden aufgrund von kühlerem Wetter und gestiegenem Niederschlag zwischen 1944 und 1976. Doch seit 1987 schwinden alle Gletscher der Nord-Kaskaden, außerdem hat sich die Geschwindigkeit des Rückgangs seit Mitte der 1970er-Jahre jedes Jahrzehnt erhöht. Zwischen 1984 und 2005 haben die Gletscher im Durchschnitt mehr als 12,5 m an Dicke und zwischen 20 und 40 % ihres Volumens verloren.
Seit 1985 sind alle 47 beobachteten Gletscher der Nord-Kaskaden zurückgegangen. Der Spider-Gletscher, der Lewis-Gletscher (siehe Bild), der Milk-Lake-Gletscher und der David-Gletscher sind sogar komplett verschwunden. Besonders stark schmolz auch der White-Chuck-Gletscher: Seine Fläche verringerte sich von 3,1 km² im Jahr 1958 auf 0,9 km² im Jahr 2002. Ähnlich der Boulder-Gletscher an der südöstlichen Flanke des Mount Baker: Er verkürzte sich um 450 m von 1978 bis 2005. Dieser Rückgang ereignete sich in einer Periode mit verringertem winterlichen Schneefall und höheren Sommertemperaturen. Die winterliche Schneedecke hat in den Kaskaden seit 1946 um 25 % abgenommen und die Temperaturen haben im gleichen Zeitraum um 0,7 °C zugenommen. Die Schneedecke hat abgenommen, obwohl die winterlichen Niederschläge leicht zugenommen haben. Durch die höheren Temperaturen fällt dieser Niederschlag jedoch vermehrt als Regen und dadurch schmelzen die Gletscher sogar in den Wintern. Im Jahr 2005 befanden sich 67 % der Gletscher in den nördlichen Kaskaden in einem Ungleichgewicht und werden daher die Fortdauer der gegenwärtigen Bedingungen nicht überleben. Diese Gletscher werden eventuell sogar dann verschwinden, wenn die Temperaturen sinken und der Schneefall wieder zunehmen sollte. Es wird erwartet, dass sich die restlichen Gletscher stabilisieren, wenn das warme Klima weiterhin erhalten bleibt. Allerdings wird ihre Fläche dann stark abgenommen haben.
Auch die Gletscher des Glacier-Nationalparks in Montana schwinden rasant. Die Ausdehnung jedes Gletschers wurde durch den National Park Service und das US Geological Survey jahrzehntelang abgebildet. Durch den Vergleich von Fotografien aus der Mitte des 19. Jahrhunderts mit aktuellen Bildern gibt es viele Beweise, dass die Gletscher des Nationalparks seit 1850 deutlich zurückgegangen sind. Die größeren Gletscher nehmen heute etwa ein Drittel der Fläche ein, die sie 1850 zum Zeitpunkt ihrer ersten Untersuchung noch eingenommen hatten. Eine Vielzahl kleinerer Gletscher ist sogar vollständig geschmolzen. 1993 nahmen die Gletscher des Nationalparks nur noch eine Fläche von knapp 27 km² ein. 1850 waren es noch etwa 99 km² gewesen. Bis 2030 wird der Großteil des Gletschereises im Glacier-Nationalpark vermutlich verschwunden sein, auch wenn die gegenwärtige Klimaerwärmung aufhörte und die Temperaturen wieder abnähmen. Der unten abgebildete Grinnell-Gletscher ist nur ein Gletscher von vielen, die über mehrere Jahrzehnte gründlich mit Fotografien dokumentiert wurden. Die Fotografien demonstrieren deutlich den Rückgang des Gletschers seit 1938.
Weiter südlich im Grand-Teton-Nationalpark in Wyoming gibt es trotz semiariden Klimas etwa ein Dutzend kleine Gletscher. Sie alle gingen während der letzten 50 Jahre zurück. Der Schoolroom-Gletscher, der etwas südwestlich des Grand Teton (4.197 m), des höchsten Bergs des Grand-Teton-Nationalparks, liegt, wird vermutlich bis 2025 abgeschmolzen sein. Untersuchungen zeigen, dass die Gletscher des Bridger-Teton National Forest und des Shoshone National Forest der Wind-River-Bergkette (Wyoming) zwischen 1950 und 1999 etwa ein Drittel ihrer Größe eingebüßt haben. Und Fotografien belegen gar, dass die Gletscher seit den späten 1890er-Jahren etwa die Hälfte ihrer Größe verloren haben. Die Geschwindigkeit des Gletscherrückgangs hat sich zudem erhöht: In den 1990er-Jahren zogen sich die Gletscher schneller als in jedem vorherigen Jahrzehnt der letzten 100 Jahre zurück. Der Gannett-Gletscher am nordöstlichen Hang des Gannett Peaks, des höchsten Bergs Wyomings (4.207 m), ist der größte Gletscher der Rocky Mountains südlich Kanadas. Seit 1929 hat er über 50 % seines Volumens verloren. Die Hälfte des Verlusts fand seit 1980 statt. Die übrigen Gletscher Wyomings werden wahrscheinlich bis Mitte des Jahrhunderts geschmolzen sein.

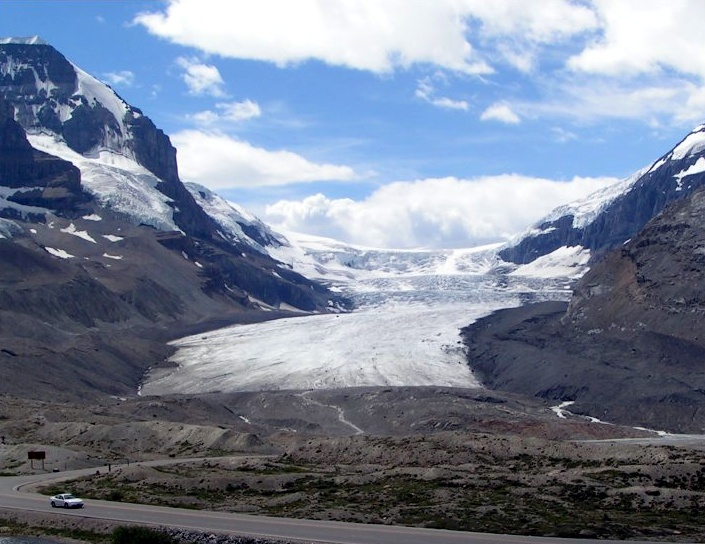
Der Athabasca-Gletscher hat sich im letzten Jahrhundert um 1500 m zurückgezogen

Die Gletscher der kanadischen Rocky Mountains sind im Allgemeinen größer und weiter verbreitet als die Gletscher der Rocky Mountains in den USA. Der recht leicht erreichbare Athabasca-Gletscher geht vom 325 km² großen Columbia-Eisfeld aus. Seit dem späten 19. Jahrhundert hat der Gletscher 1.500 m Länge verloren. Zwischen 1950 und 1980 zog sich der Gletscher nur langsam zurück, seit 1980 ist die Geschwindigkeit des Rückgangs gestiegen. Der Peyto-Gletscher in Alberta, der sich in der ersten Hälfte des 20. Jahrhunderts schnell zurückzog, nimmt heute eine Fläche von 12 km² ein. Bis 1966 stabilisierte er sich und seit 1976 geht er wieder zurück. Der Illecillewaet-Gletscher im Glacier-Nationalpark in Britisch-Kolumbien hat sich, seitdem er 1887 zum ersten Mal fotografiert wurde, um etwa 2 km zurückgezogen.
Auch in Yukon, einem Territorium im äußersten Nordwesten Kanadas, ist ein starker Gletscherschwund zu beobachten. Die 1.402 Gletscher in Yukon bedeckten Ende der 50er noch eine Fläche von 11.622 km², 2006–2008 waren es noch 9.081 km². In diesen 50 Jahren nahm die Gletscherfläche also um über 20 % ab. Von den 1.402 Gletschern gingen 1.388 zurück oder verschwanden ganz, zehn blieben in ihrer Länge etwa unverändert und vier wuchsen in diesem Zeitraum.

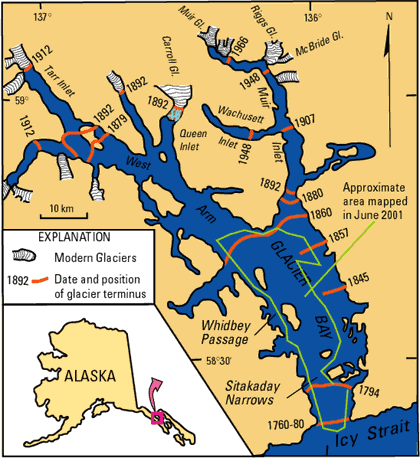
Karte von Glacier Bay. Die roten Linien zeigen die glaziale Ausdehnung mit Zeitangabe seit 1760 während des Gletscherrückzugs nach der Kleinen Eiszeit.

In Alaska gibt es tausende Gletscher, von denen aber nur relativ wenige benannt sind. Einer von ihnen ist der Columbia-Gletscher in der Nähe von Valdez. Der Gletscher hat in den letzten 25 Jahren 15 km an Länge verloren. Von dem Gletscher kalben Eisberge in die Prince William Sound Bucht. Diese Eisberge waren eine Mitursache für die Exxon-Valdez-Umweltkatastrophe. Beim Versuch, einem Eisberg auszuweichen, lief die Exxon Valdez auf das Bligh-Riff auf, und 40.000 Tonnen Rohöl liefen aus. Ein weiterer, der Tyndall-Gletscher, hat sich seit den 1960er-Jahren um 24 km zurückgezogen, durchschnittlich also um mehr als 500 m jährlich.

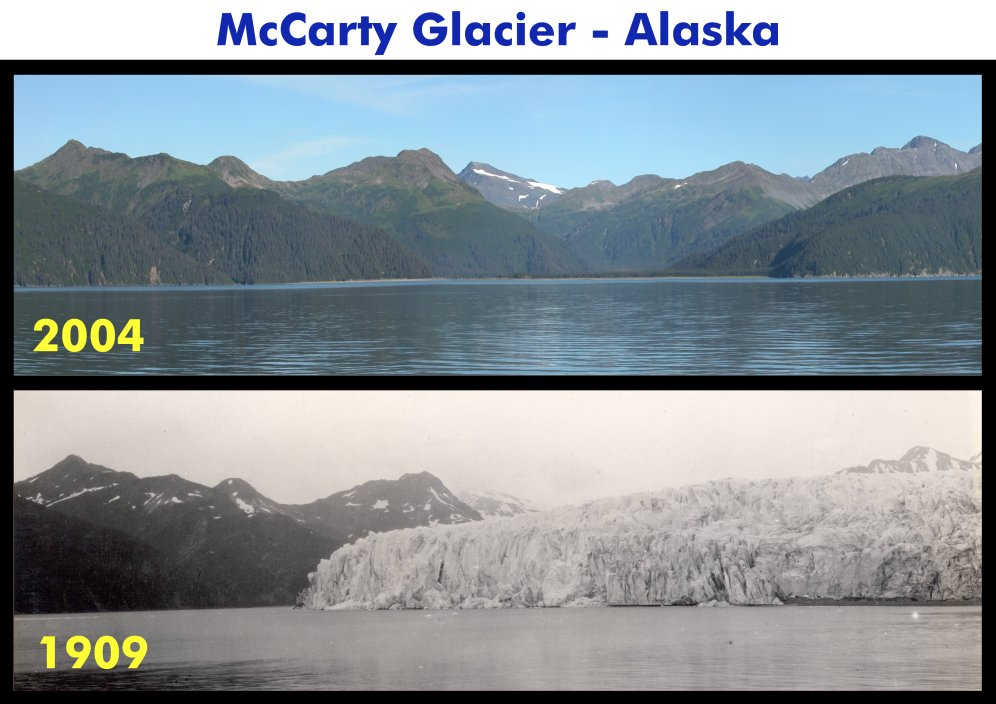
Der McCarty-Gletscher des Harding Icefields 1909 und 2004. 2004 ist der Gletscher auf dem Bild nicht mehr zu erkennen

Nördlich Juneaus, der Hauptstadt des Bundesstaates Alaska, befindet sich die 3.900 km² große Juneau-Eiskappe. Seit 1946 werden die Auslassgletscher der Eiskappe im Rahmen des „Juneau Icefield Research Program“ beobachtet. Von den 18 Gletschern der Eiskappe gehen 17 zurück und einer, der Taku-Gletscher, wächst. 11 der Gletscher sind seit 1948 um mehr als 1 km zurückgegangen, darunter der Antler-Gletscher (5,6 km), der Gilkey-Gletscher (3,5 km), der Norris-Gletscher (1,1 km) und der Lemon-Creek-Gletscher (1,5 km). Der Taku-Gletscher wächst seit 1890: Zwischen 1890 und 1948 wuchs er um etwa 5,3 km und seit 1948 bisher um etwa 2 km.
Auf der Kenai-Halbinsel im südlichen Alaska beheimatet das etwa 1.800 km² große Harding Icefield mehr als 38 Gletscher. Die meisten Gletscher dieses Eisfeldes haben seit 1973 an Länge verloren. Einer von ihnen ist der McCarty-Gletscher. Dieser zog sich zwischen 1909 und 2004 um etwa 20 km zurück. Seine maximale Ausdehnung erreichte der Gletscher um 1850; etwa 0,5 km länger als 1909. Der größte Teil des beobachteten Rückzugs geschah vor 1964, und in den 1970ern dehnte sich der Gletscher aufgrund kühlerer Klimabedingungen sogar etwas aus. Zwischen 1986 und 2002 verlor er ca. 306 m an Länge. Stark ging auch der Skilak-Gletscher zurück: Zwischen 1973 und 2002 zog sich dieser Gletscher, der in einen See mündet, um etwa 3,8 km zurück. Insgesamt verlor das Eisfeld zwischen 1986 und 2002 78 km² vergletscherte Fläche.
Mithilfe von Fernerkundungstechnologien (Laser-Höhenmessung) wurden in Alaska zwischen Mitte der 1950er und Mitte der 1990er Jahre starke Dickenverluste von Gletschern gemessen: Die 67 untersuchten Gletscher büßten im Durchschnitt 0,52 Meter Dicke pro Jahr während des Messzeitraums ein. Hochgerechnet auf alle Gletscher Alaskas kam es demnach zu Volumenverlusten von 52 ± 15 km³ Eis pro Jahr. Zwischen Mitte der 1990er-Jahre und 2001 wurden 28 Gletscher weiter beobachtet. Sie verloren pro Jahr durchschnittlich 1,8 m Dicke. Die Schmelze der Gletscher hat sich also beschleunigt. Wiederum hochgerechnet auf alle Gletscher in Alaska bedeutet dies ein Volumenverlust von 96 ± 35 km³ pro Jahr.
Im Jahr 2019 fanden akustische Beobachtungen heraus, dass der LeConte-Gletscher im Südosten Alaskas signifikant schneller schmilzt, als es die wissenschaftliche Theorie prognostiziert.

#### Patagonien

Der San-Rafael-Gletscher 1990 und 2000

In Patagonien, einer über 900.000 km² großen Region in Südamerika, die sich über die südlichen Anden Chiles und Argentiniens erstreckt, lässt sich ein weltweit unvergleichbar schnelles Abschmelzen der Gletscher beobachten. Wissenschaftler glauben, dass, sofern die gegenwärtigen Bedingungen anhalten, einige der Eiskappen in den Anden bis 2030 verschwunden sein werden. Das Northern Patagonian Ice Field etwa, ein Teil der patagonischen Eiskappe, verlor zwischen 1945 und 1975 circa 93 km² vergletscherte Fläche. Zwischen 1975 und 1996 hat es weitere 174 km² verloren, was auf eine sich beschleunigende Abschmelzgeschwindigkeit hindeutet. Der San-Rafael-Gletscher, einer der Gletscher dieser Eiskappe, zog sich seit Ende des 19. Jahrhunderts um rund 10 km zurück. Die letzten 3000–5000 Jahre blieb er dagegen relativ stabil. Auch die Gletscher des Southern Patagonian Ice Field gehen fast alle zurück: 42 Gletscher schwanden, vier blieben konstant und zwei wuchsen zwischen 1944 und 1986. Am stärksten zog sich der O’Higgins-Gletscher mit 14,6 km zwischen 1975 und 1996 zurück. Der 30 km lange Perito-Moreno-Gletscher ist einer der wenigen Gletscher, die gewachsen sind. Zwischen 1947 und 1996 verlängerte er sich um insgesamt 4,1 km. Derzeit befindet er sich in einem Gleichgewichtszustand, zeigt also keine Längenveränderungen.

### Tropische Gletscher

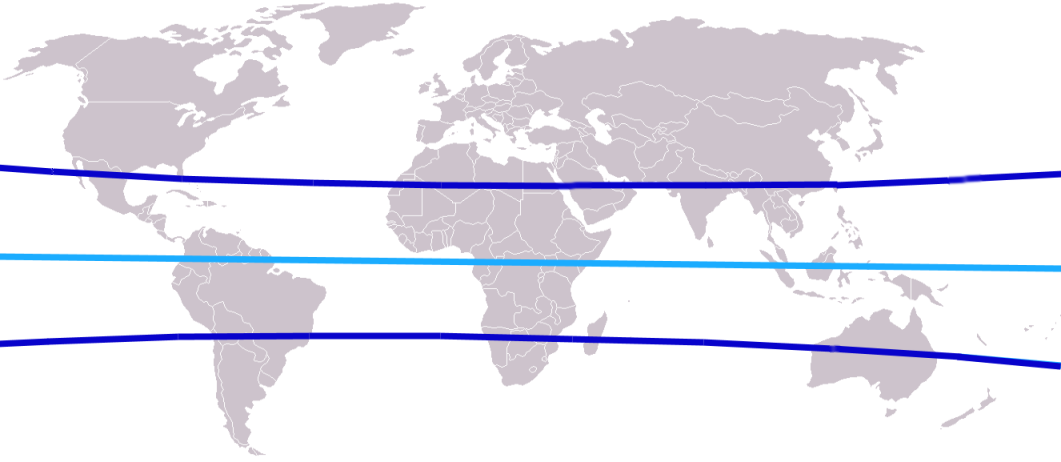
Die Wendekreise und der Äquator

Tropengletscher befinden sich zwischen dem nördlichen und dem südlichen Wendekreis. Die beiden Wendekreise verlaufen jeweils 2.600 km nördlich und südlich des Äquators. Die tropischen Gletscher sind aus mehreren Gründen ausgesprochen ungewöhnliche Gletscher. Zum einen sind die Tropen der wärmste Bereich der Erde. Außerdem sind die jahreszeitlichen Temperaturschwankungen gering, wobei die Temperaturen in den Tropen ganzjährig hoch sind. Folglich mangelt es an einer kalten Saison, in der Schnee und Eis akkumulieren könnten. Und schließlich gibt es in dieser Region nur wenige hohe Berge, auf denen es kalt genug ist, dass sich Gletscher bilden können. Alle Gletscher in den Tropen befinden sich auf isolierten Bergspitzen. Allgemein sind tropische Gletscher also kleiner als andere und reagieren somit empfindlicher und schneller auf Klimaveränderungen. Schon ein kleiner Temperaturanstieg wirkt sich daher unmittelbar auf Tropengletscher aus.

#### Nördliche und mittlere Anden
In Südamerika befindet sich der Großteil der tropischen Gletscher, gemessen an der Fläche sind es mehr als 99 %. Hiervon liegen wiederum die größten Flächen in den äußeren Tropen, in Peru gut 70 %, in Bolivien 20 %, der Rest in den inneren Tropen verteilt sich auf Ecuador und Kolumbien. Venezuela hat seit 2023 keinen Gletscher mehr. Mehr als 80 % des Gletschereises der nördlichen Anden ist in kleinen Gletschern von jeweils etwa einem Quadratkilometer Fläche auf die höchsten Berggipfel verteilt. Innertropische Gletscher sind anfälliger gegenüber Temperaturschwankungen, Gletscher in den äußeren Tropen reagieren relativ stark auf Niederschlagsschwankungen. Glaziologen stellen insgesamt einen deutlichen Gletscherrückgang fest, die vergletscherte Fläche ging von 2750 km² in den 1970er Jahren auf, Stand 2013, 1920 km² zurück.

##### Innere Tropen

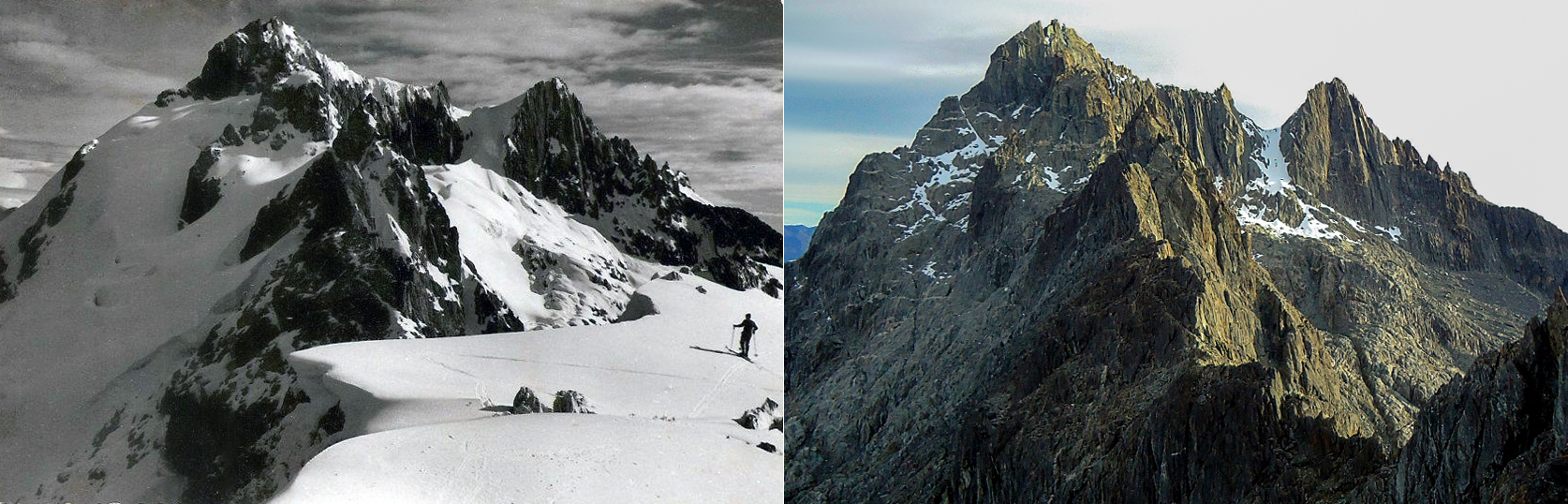
In Venezuela sind die Gletscher, wie hier am Pico Bolivar, verloren gegangen, bis auf ein Relikt von 0,02 km² am Pico Humboldt

In Venezuela sind von 200 km² Gletscherfläche (im 17. Jahrhundert) noch 0,02 km² Eisfläche des ehemaligen Humboldt-Gletschers (2023) übrig. Venezuela ist der erste Andenstaat ohne Gletschereis. In Kolumbien sind seit Mitte des 20. Jahrhunderts 69 % der Gletscherfläche verloren gegangen: Im Jahr 2022 betrug sie noch 33 km², die sich in vier Bergketten auf überwiegend kleinere Gletscher mit einer Fläche von jeweils weniger als 1 km² verteilte: 5,3 km² im isolierten karibischen Küstengebirge der Sierra Nevada de Santa Marta, 12,8 km² in der im Nordosten des Landes gelegenen Sierra Nevada del Cocuy, 8,5 km² im Nationalpark Los Nevados und 6,5 km² am Vulkan Nevado del Huila, für den es bei einem Ausbruch ein signifikantes Risiko von Lahars gibt. Nur die höchstgelegenen könnten noch in der zweiten Hälfte dieses Jahrhunderts vorhanden sein. In Ecuador sank seit den frühen 1990er Jahren die Gletscherfläche von 92 km² auf 43,5 km² im Jahr 2017, die Höhe der Gleichgewichtslinie stieg auf 5120 m. So hat der Antizana-Gletscher in Ecuador zwischen 1992 und 1998 jährlich 0,6–1,4 m Eis verloren, seit Mitte der 1980er-Jahre hat sich die Rückzugsgeschwindigkeit erhöht.

##### Äußere Tropen
Zwischen 1986 und 2014 nahm die Fläche der bolivianischen Gletscher um mehr als 40 % bzw. 228 km² ab. Gemäß Prognosen werden bis zum Jahr 2100 noch ca. 10 % der Fläche des Jahres 1986 übrig bleiben. Zugleich steigt damit die Flutgefahr durch Eisstauseen. Der Chacaltaya-Gletscher in Bolivien verlor beispielsweise zwischen 1992 und 1998 jährlich 0,6–1,4 m Eis. Im gleichen Zeitraum büßte er 67 % seines Volumens und 40 % seiner Dicke ein, seine Masse ging seit 1940 um insgesamt 90 % zurück. 2005 nahm er nicht mal mehr eine Fläche von 0,01 km² ein, 1940 waren es noch 0,22 km². Im Jahr 2009 war der Gletscher komplett abgeschmolzen.
Weiter südlich, in Peru, erreichen die Anden größere Höhen (insbesondere in der Cordillera Blanca) und beherbergen etwa 70 % der tropischen Gletscher. Die Fläche peruanischer Gletscher wurde erstmals 1988 anhand von Daten aus dem Jahr 1970 auf 2600 km² geschätzt. Die größten Eisflächen lagen in der Cordillera Blanca (um 1970: 723 km²) und der Cordillera de Vilcanota (um 1970: 539 km²), in anderen Cordilleras waren jeweils weniger als 200 km² vergletschert. Die Gletscher spielen eine bedeutende Rolle für die Wasserversorgung der weitgehend wüstenartigen Küstenregionen. Gletscherläufe bedrohen Siedlungen und Menschen, besonders am Río Santa, unterhalb der Cordillera Blanca, wo es immer wieder zu katastrophalen Ausbrüchen von Gletscherseen kam. Zwischen 2000 und 2016 sind, Forschern der Universität Erlangen-Nürnberg zufolge, insgesamt 29 % der Gletschfläche verloren gegangen, es blieben etwa 1300 km², die sich auf etwa 1800 Gletscher verteilten.
In der Cordillera de Vilcanota befindet sich die etwas weniger als 44 km² (Stand 2018) große Quelccaya-Eiskappe, die bis 2010 ausgedehnteste tropische Eisdecke. Wegen ihrer besonders hohen Schmelzrate hat sie deutliche mehr Fläche verloren als die inzwischen größte, das – ebenfalls schmelzende – Gletschergebiet am Coropuna (44,1 km²) in der peruanischen Cordillera Volcánica. Von der Quelccaya-Eiskappe gehen mehrere Gletscher aus, die alle schwinden. Der größte, der Qori-Kalis-Gletscher, ging zwischen 1995 und 1998 pro Jahr um 155 m zurück. Zwischen 2000 und 2002 ging er gar um etwa 200 m pro Jahr zurück. Das schmelzende Eis bildet seit 1983 einen großen Gletschersee. Die gesamte Eiskappe hat zwischen 1980 und 2010 knapp 30 % ihrer Fläche verloren. Proben nicht fossilisierter Pflanzen, die beim Rückgang der Eiskappe zum Vorschein gekommen sind, deuten darauf hin, dass die Eiskappe zuletzt vor mehr als 5200 Jahren kleiner als heute war. Auch wenn die gegenwärtigen Bedingungen bestehen bleiben, wird die Eiskappe laut dem US-amerikanischen Paläoklimatologen Lonnie G. Thompson in etwa 50 Jahren komplett geschmolzen sein.

#### Afrika

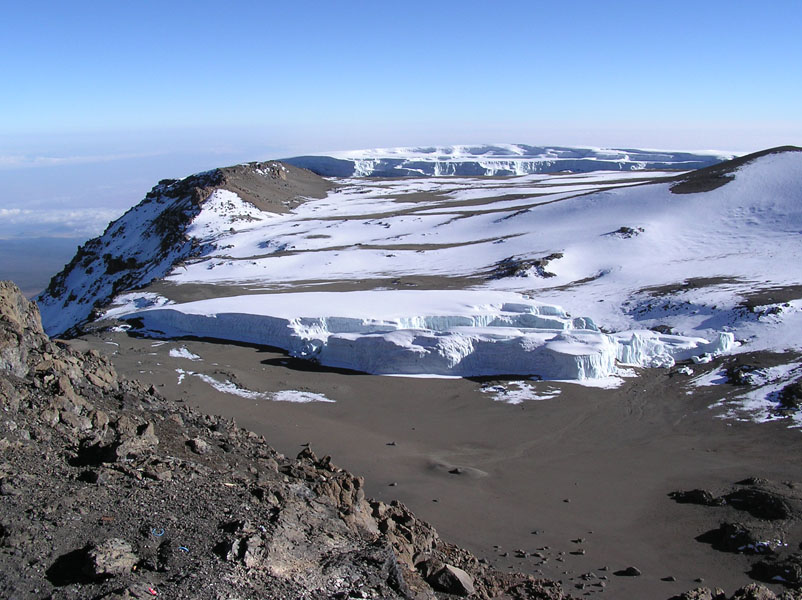
Der Furtwängler-Gletscher auf dem Kilimandscharo

Fast ganz Afrika befindet sich in den Tropen und Subtropen, so dass seine Gletscher auf zwei abgelegene Berggipfel und das Ruwenzori-Gebirge beschränkt sind. Insgesamt nahmen die Gletscher in Afrika bis Anfang der 2020er Jahre noch eine Fläche von 1,36 km² ein, alle hatten gegenüber dem Beginn des 20. Jahrhunderts mehr als 90 % ihrer Fläche eingebüßt. Die afrikanischen Gletscher sind aufgrund ihres geringen Volumens für den Wasserhaushalt unbedeutend, haben aber als Tourismusmagnete Bedeutung.
Der Kilimandscharo ist mit 5.895 m der höchste Berg Afrikas. Zwischen 1912 und 2021 nahm das Volumen des Gletschereises am Kilimandscharo um etwa 91 % ab, von ca. 11,4 km² auf noch 0,98 km². Im März 2005 stellte ein Bericht fest, dass kaum noch Gletschereis auf dem Berg vorhanden war und dass zum ersten Mal seit 11.000 Jahren Teile des kargen Berggipfels eisfrei geworden waren. In der Nähe des Kilimandscharo-Gipfels befindet sich der Furtwängler-Gletscher. Zwischen 1976 und 2000 hat seine Fläche von 113.000 m² auf 60.000 m² abgenommen, 2012 waren es noch 25.000 m². Als Ursache für den Rückgang der Gletscher wird vor allem ein beträchtlicher Rückgang der Niederschlagsmenge am Kilimandscharo seit 1880 genannt. Diese Erklärung allein ist jedoch unbefriedigend. Aus historischen Aufzeichnungen wird ersichtlich, dass um 1880 außergewöhnlich viel Niederschlag fiel, jedoch vor 1860 Mengen vorkamen, wie sie auch im 20. Jahrhundert normal waren. Der Gletscher existiert außerdem ohne Unterbrechung seit wenigstens 11.700 Jahren und hat seitdem einige besonders schwere Dürren überstanden, wie aus seinen Eisbohrkernen hervorgeht.
Nördlich des Kilimandscharo liegt der Mount Kenya. Dieser ist mit 5.199 m der zweithöchste Berg Afrikas. Auf dem Berg liegen einige kleine Gletscher, die in den letzten 6000 Jahren sechs Wachstumsphasen durchwandert haben (die beiden letzten in den Jahren 650–850 und 1350–1550). Seit Anfang des 20. Jahrhunderts haben die Gletscher etwa 96 % ihrer Masse verloren. Nach Untersuchungen des US Geological Survey (USGS) gab es 1900 18 Gletscher auf dem Mount Kenya. 1986 waren davon noch 11 übriggeblieben. Die gesamte von Gletschern bedeckte Fläche hat von ca. 1,6 km² im Jahre 1899 auf 0,4 km² im Jahr 1993 abgenommen. 2021/2022 betrug die Gletscherfläche noch 0,069 km².
Westlich des Kilimandscharo und des Mount Kenya erhebt sich das Ruwenzori-Gebirge auf bis zu 5.109 m. Fotografien belegen einen deutlichen Rückgang der mit Eis bedeckten Flächen im letzten Jahrhundert. Um 1900 gab es auf dem Gebirge noch ein Gletschergebiet von 6,5 km². Dieses ist bis 1987 auf etwa 2 km² und 2003 bis auf ca. 0,96 km² zusammengeschmolzen. Zukünftig könnten die Gletscher des Ruwenzori-Gebirges aber aufgrund der hohen Luftfeuchtigkeit der Kongo-Region langsamer zurückgehen als die Gletscher des Kilimandscharo und des Mount Kenya. Dennoch wird ein vollständiges Abschmelzen der Gletscher innerhalb der nächsten zwei Dekaden erwartet. Im Januar 2022 betrug die Gletscherfläche noch 0,38 km².

#### Neuguinea

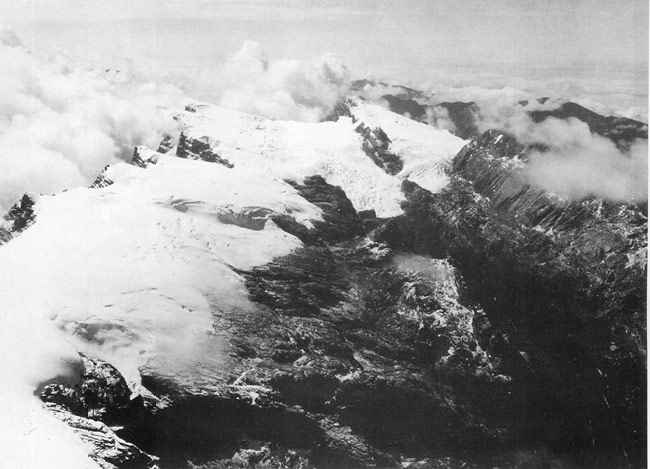
Eiskappe auf dem Puncak Jaya 1936

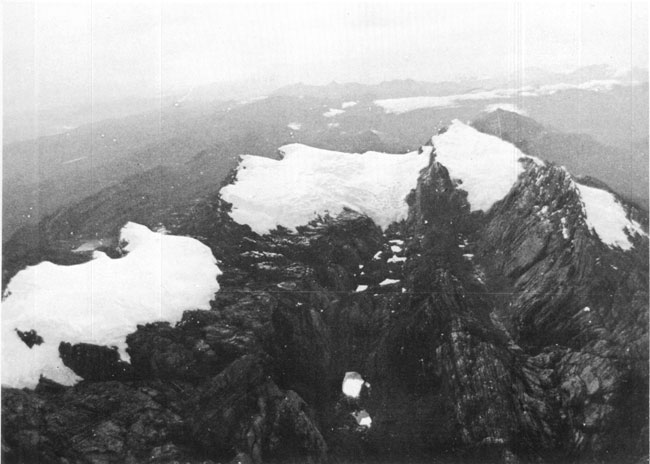
Gletscher auf dem Puncak Jaya 1972. Von links nach rechts: die Northwall Firn, der Meren-Gletscher und der Carstensz-Gletscher; USGS.
Mitte 2005 und Animation

Auch auf der mit 771.900 km² zweitgrößten Insel der Erde, Neuguinea, die nördlich von Australien liegt, gibt es fotografische Beweise für einen massiven Gletscherschwund seit der ersten großen Erkundung der Insel per Flugzeug in den 1930er-Jahren. Aufgrund der Lage der Insel in den Tropen schwanken die Temperaturen im Jahresverlauf kaum. Auch die Regen- und Schneemenge ist stabil, ebenso die Wolkenbedeckung. Während des 20. Jahrhunderts gab es keine merklichen Veränderungen der Niederschlagsmengen. Dennoch hat sich die mit 7 km² größte Gletscherdecke auf dem Puncak Jaya, dem mit 4.884 m höchsten Berg der Insel, verkleinert: Die 1936 geschlossene Eisdecke hat sich auf mehrere kleinere Gletscher aufgeteilt. Von diesen Gletschern zogen sich der Meren- und der Carstenszgletscher zwischen 1973 und 1976 um 200 m bzw. 50 m zurück. Auch die Northwall Firm, ein weiterer großer Rest der Eiskappe auf dem Puncak Jaya, spaltete sich seit 1936 in mehrere Gletscher. Das Ausmaß des Gletscherschwunds in Neuguinea wurde 2004 durch Bilder des Satelliten IKONOS deutlich. Zwischen 2000 und 2002 verloren die East Northwall Firm demnach 4,5 %, die West Northwall Firm 19,4 % und der Carstensz-Gletscher 6,8 % ihrer Masse. Der Meren-Gletscher verschwand irgendwann zwischen 1994 und 2000 sogar völlig. Auf dem Gipfel des Puncak Trikora, mit 4.750 m Höhe der zweithöchste Berg Neuguineas, existierte ebenfalls eine kleine Eisdecke, die schon zwischen 1939 und 1962 vollständig verschwand.

### Polare Regionen

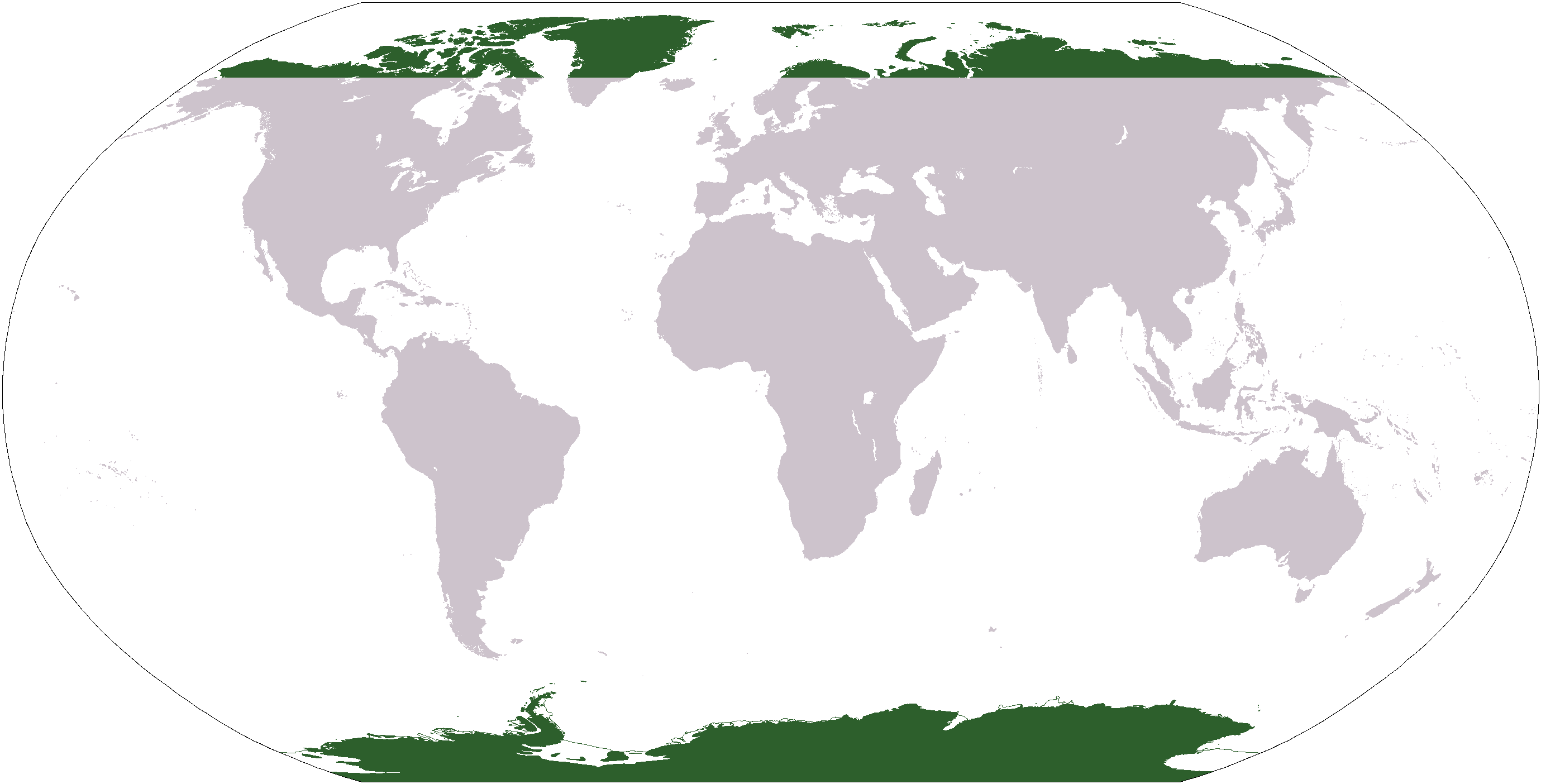
Die Lage der Polargebiete

Trotz ihrer Wichtigkeit für den Menschen enthalten die Gebirgs- und Talgletscher der mittleren Breite und der Tropen nur einen geringen Anteil des Gletschereises auf der Erde. Etwa 99 % allen Süßwassereises befindet sich in den großen polaren und subpolaren Eisschilden der Antarktis und Grönlands. Diese kontinentalen Eisschilde, die mindestens 3 km dick sind, bedecken einen Großteil der polaren und subpolaren Landmassen. Wie Flüsse aus einem riesigen See fließen zahlreiche Gletscher vom Rand der Eisschilde in den Ozean und transportieren dabei riesige Mengen Eis.
In den vergangenen Jahren wurde die Beobachtung und Messung von Eisschilden erheblich verbessert. Noch 1992 glaubte man, dass die jährliche Massenbilanz beispielsweise der Antarktis in einer Bandbreite von −600 Gigatonnen (Gt) bis zu +500 Gt liege. Heute sind die Schätzwerte wesentlich präziser. Die Eisschilde von Grönland und der Antarktis verlieren pro Jahr aktuell zusammen etwa 125 Gt an Masse. Dabei beträgt der Verlust Grönlands 100 Gt und der der Westantarktis 50 Gt. Die Ostantarktis nimmt etwa 25 Gt an Masse zu. Die verbesserten Beobachtungen können also die gegenwärtige Lage recht präzise erfassen. Herausforderungen bereiten der Wissenschaft heutzutage vor allem unverstandene Dynamiken in Eisschilden und Gletschern. Diese machen eine verlässliche Modellierung von Veränderungen in der Zukunft sehr schwierig.

#### Antarktis

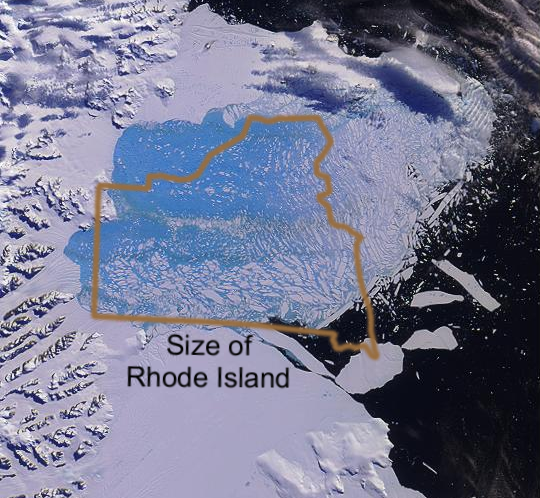
Der Larsen-B-Eisschelf zerbricht. Im Bild dargestellt ist der US-Bundesstaat Rhode Island mit seiner Fläche von 4.005 km² zum Vergleich.

In der Antarktis erhöhte sich die mittlere Temperatur seit dem 19. Jahrhundert um geschätzte 0,2 °C. Die erste vollständige Schwerkraft-Analyse über den gesamten antarktischen Eisschild zeigte, dass im Beobachtungszeitraum zwischen April 2002 und August 2005 der jährliche Verlust an Eismasse durchschnittlich 152 (± 80) km³ betrug. Bei den Niederschlägen lässt sich zwar eine erhebliche Variabilität, jedoch kein eindeutiger Trend feststellen. Wird der gesamte Kontinent betrachtet, besteht wenigstens seit den 1950er Jahren keine dauerhafte und signifikante Veränderung des Schneefalls. Zwischen 1985 und 1994 war besonders im Innern der Antarktis die Niederschlagsmenge gestiegen, während sie in den Küstengebieten teilweise abgenommen hatte. Dieser Trend kehrte sich dann praktisch exakt um, so dass zwischen 1995 und 2004 bis auf drei exponierte Regionen fast überall weniger Schnee fiel, stellenweise bis zu 25 %.
Besonders drastisch wurde der Eisverlust der Antarktis deutlich bei der Auflösung großer Teile des Larsen-Schelfeises. Genau betrachtet besteht das Larsen-Schelfeis aus drei einzelnen Schelfen, die verschiedene Bereiche an der Küste bedecken. Diese werden (von Nord nach Süd) Larsen A, Larsen B und Larsen C genannt. Larsen A ist der kleinste und Larsen C der größte der Schelfe. Larsen A löste sich bereits im Januar 1995 auf, Larsen C ist derzeit anscheinend stabil. Die Auflösung des Larsen-B-Schelfs wurde zwischen dem 31. Januar und dem 7. März 2002 festgestellt, an dem er mit einer Eisplatte von 3.250 km² Fläche endgültig abbrach. Bis zu diesem Zeitpunkt war Larsen B während des gesamten Holozäns für über 10.000 Jahre stabil. Demgegenüber bestand der Larsen-A-Schelf erst seit 4000 Jahren.
Der Pine-Island-Gletscher im Westen der Antarktis, der in die Amundsen-See fließt, verdünnte sich von 1992 bis 1996 um 3,5 ± 0,9 m pro Jahr und hat sich im gleichen Zeitraum um etwa 5 km zurückgezogen. Der Volumenverlust des Gletschers hat sich in den letzten zehn Jahren vervierfacht: Von −2,6 ± 0,3 km³ pro Jahr (1995) auf −10,1 ± 0,3 km³ pro Jahr im Jahre 2006. Auch der benachbarte Thwaites-Gletscher verliert an Masse und Länge. Und auch am Dakshin-Gangotri-Gletscher lässt sich ein Rückgang beobachten: Zwischen 1983 und 2002 zog er sich pro Jahr durchschnittlich um 0,7 m zurück. Auf der Antarktischen Halbinsel, dem einzigen Teil der Antarktis, der über den südlichen Polarkreis hinausragt, befinden sich hunderte zurückgehende Gletscher. Eine Studie untersuchte 244 Gletscher der Halbinsel. 212 oder 87 % der Gletscher gingen zurück und zwar im Durchschnitt um insgesamt 600 m von 1953 bis 2003. Am stärksten zog sich der Sjogren-Gletscher mit etwa 13 km seit 1953 zurück. 32 der untersuchten Gletscher wuchsen. Das durchschnittliche Wachstum betrug 300 m pro Gletscher und ist damit deutlich geringer als der beobachtete massive Rückgang.

#### Island
Bei einer durchschnittlichen Dicke von 340 m bedeckten die Gletscher Islands um das Jahr 2020 eine Fläche von ca. 11.000 km², etwa 10 % der Inselfläche. Insgesamt gibt es auf Island um die 250 Gletscher, darunter vier Eiskappen mit einer Fläche von mehr als 550 km² und sieben Gletscher mit mehr als 10 km². Größte Eismasse mit 7.800 km² ist die Vatnajökull-Eiskappe. Die Massenbilanz der isländischen Gletscher wird maßgeblich durch Vorgänge an der Gletscheroberfläche bestimmt, den Gewinn durch winterlichen Schneefall und Schmelzwasserabfluss im Sommer. Basales Schmelzen durch vulkanische und geothermale Prozesse wird demgegenüber als nachrangig angesehen. Die Verdunkelung von Gletscheroberflächen nach Vulkaneruptionen lässt die Massenbilanzen über kürzere Zeiträume stark schwanken. Die Gletscher Islands haben seit der zweiten Hälfte des 19. Jh. Masse verloren, ursächlich dafür sind vor allem gestiegene Lufttemperaturen. Der Massenverlust hat sich durch die rapide Erwärmung der Arktis beschleunigt, nach 2011 jedoch wieder verlangsamt. Ursache für die Verlangsamung könnte die anomale Abkühlung der Meeresoberflächentemperaturen im Nordatlantik vor der Südküste Grönlands sein (→ Cold blob).
Der Breiðamerkurjökull-Gletscher, einer der Gletscher der Vatnajökull-Eiskappe, hat sich zwischen 1973 und 2004 um 2 km verkürzt. Anfang des 20. Jahrhunderts erstreckte sich der Gletscher bis 250 m in den Ozean hinein. Bis 2004 hat sich das Ende des Gletschers drei Kilometer landeinwärts zurückgezogen. Dadurch hat sich eine schnell wachsende Lagune gebildet, in der sich Eisberge befinden, die vom Gletscher kalben. Die Lagune ist etwa 110 m tief und hat ihre Größe zwischen 1994 und 2004 nahezu verdoppelt. Zwischen 2000 und 2006 gingen von den 40 Gletschern der Vatnajökull-Eiskappe alle bis auf einen zurück. Am 18. August 2019 hat sich Island offiziell vom Okjökull verabschiedet.

#### Kanadisch-arktischer Archipel
Auf den Kanadisch-arktischen Archipeln gibt es etliche beachtliche Eiskappen. Dazu zählen die Penny- und Barneseiskappen auf der Baffininsel (mit 507.451 km² die fünftgrößte Insel der Welt), die Byloteiskappe auf der Bylot-Insel (11.067 km²) und die Devoneiskappe auf der Devon-Insel (55.247 km²). Diese Eiskappen verdünnen sich und ziehen sich langsam zurück. Die Penny- und Barneseiskappen haben sich zwischen 1995 und 2000 jährlich in geringeren Höhen (unter 1.600 m) um über 1 m verdünnt. Insgesamt haben die Eiskappen der kanadischen Arktis zwischen 1995 und 2000 jährlich 25 km³ Eis verloren. Zwischen 1960 und 1999 hat die Devoneiskappe hauptsächlich durch Verdünnung 67 ± 12 km³ Eis verloren. Die Hauptgletscher, die vom Rand der östlichen Devoneiskappe ausgehen, haben sich seit 1960 um 1–3 km zurückgezogen. Die Simmoneiskappe auf dem Hazen-Hochland auf der Ellesmere-Insel hat seit 1959 47 % ihrer Fläche eingebüßt. Bleiben die gegenwärtigen Bedingungen bestehen, so wird das verbleibende Gletschereis auf dem Hazen-Hochland um 2050 verschwunden sein.

#### Spitzbergen
Nördlich Norwegens befindet sich die Insel Spitzbergen des Svalbard-Archipels zwischen dem Nordatlantik und dem Arktischen Ozean, die von vielen Gletschern bedeckt ist. Der Hansbreen-Gletscher auf Spitzbergen z. B. zog sich zwischen 1936 und 1982 um 1,4 km zurück. Weitere 400 m Länge verlor er zwischen 1982 und 1998. Auch der Blomstrandbreen hat sich verkürzt: In den vergangenen 80 Jahren hat die Länge des Gletschers um etwa 2 km abgenommen. Seit 1960 zog er sich durchschnittlich mit 35 m pro Jahr zurück, wobei sich die Geschwindigkeit seit 1995 erhöht hat. Der Midre-Lovenbreen-Gletscher hat zwischen 1997 und 1995 200 m Länge verloren.

#### Grönland

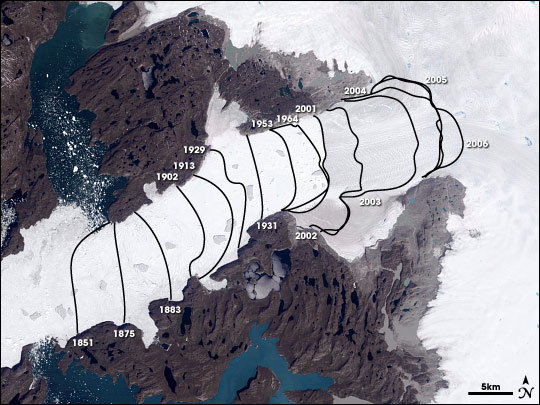
Satellitenaufnahme des Jakobshavn Isbræ. Die Linien markieren den fortschreitenden Rückzug der Kalbungsfront des westgrönländischen Gletschers seit 1850 bis 2006. Die Luftaufnahme stammt von 2001, so dass sich die Kalbungsfront an der entsprechenden Zeitlinie befindet.

Sowohl die bodennahen Lufttemperaturen Grönlands als auch die Meerestemperaturen rund um die größte Insel der Welt, die 97 % des arktischen Landeises beherbergt, steigen rasch. Zwischen dem Beginn der 1990er Jahre und dem der 2010er Jahre erhöhten sich die für die Massenbilanz an der Oberfläche des grönländischen Eisschildes besonders wichtigen sommerlichen Lufttemperaturen um etwa 2 °C. Die meisten Gletscher Grönlands enden im Meer. Der Anstieg der Meerestemperaturen führt insgesamt zu einem schnelleren Abschmelzen des untermeerischen Gletschereises und kann phasenweise deutlich höhere Eisverluste durch Kalbung auslösen. Zwischen 2003 und 2012 verlor Grönland jährlich etwa 274 ± 24 Gt Eis. Beide Prozesse – Massenverluste an der Oberfläche des Eisschildes und Eisverluste im Meer – trugen in etwa gleichem Ausmaß dazu bei.
Im Vergleich von Messungen aus dem Zeitraum von 2002 bis 2004 hat sich der Gletscherschwund zwischen 2004 und 2006 verdoppelt, also in nur zwei Jahren. Der Massenverlust auf Grönland beträgt nach verschiedenen Messungen zwischen 239 ± 23 km³ und 440 km³ pro Jahr. Er hat sich seit den 1980er Jahren versechsfacht. Besonders deutlich wurde dieser Verlust im Jahr 2005, als an der Ostküste Grönlands eine neue Insel namens Uunartoq Qeqertaq (auf Englisch Warming Island) entdeckt wurde. Nachdem eine große Menge Festlandeis geschmolzen war, stellte sich heraus, dass es sich bei Uunartoq Qeqertaq nicht um eine mit dem Festland verbundene Halbinsel handelt, wie zuvor angenommen worden war.
An einzelnen Gletschern Grönlands zeigt sich eine überraschende Dynamik. Zwei der größten Gletscher der Insel, der Kangerlussuaq Gletsjer und der Helheimgletsjer, die zusammen mit 35 % zum Massenverlust Ostgrönlands in den vergangenen Jahren beigetragen haben, wurden von einem Team um den Glaziologen Ian Howat detaillierter untersucht. Dabei stellte sich heraus, dass sich die Schmelzrate der beiden Gletscher zwischen 2004 und 2005 verdoppelt hatte. Bis 2006 war der Massenverlust dann wieder auf den Wert von 2004 zurückgegangen. Ein solches Verhalten war von Gletschern bislang unbekannt, und es verdeutlicht den hohen Vorhersagefehler der Rate mit welcher der grönländische Eisschild in den nächsten Jahrzehnten weiter schmelzen wird.

## Folgen
Unter den Folgen des weltweiten Gletscherschwunds werden hier diejenigen beiden Kernprobleme näher beschrieben, die am empfindlichsten in das natürliche Ökosystem eingreifen und die für die Lebensbedingungen eines noch kaum abschätzbaren Anteils der Weltbevölkerung künftig maßgeblich beeinflussen dürften: der Anstieg des Meeresspiegels und Wassermangel. Auswirkungen anderer Art, etwa solche auf den Gletschertourismus, sind demgegenüber von nachgeordneter Bedeutung.
Weiterführende Informationen finden sich in den Artikeln
- Folgen der globalen Erwärmung in Deutschland,
- Folgen der globalen Erwärmung in Europa,
- Folgen der globalen Erwärmung in der Arktis und
- Folgen der globalen Erwärmung in der Antarktis.

### Anstieg des Meeresspiegels

Seit Beginn der Satellitenmessungen 1993 stieg der Meeresspiegel bis Anfang der 2020er-Jahre um etwa 10 cm. Damit hat er sich in 30 Jahren im gleichen Ausmaß erhöht wie in den 90 Jahren zuvor.

Seit der Mitte des 19. Jahrhunderts ist – global betrachtet – ein deutlicher Meeresspiegelanstieg zu beobachten, der von 1901 bis 2018 bei etwa 20 cm (±5 cm) gelegen hat. In den vergangenen Jahrzehnten ist zudem eine Beschleunigung zu beobachten: Der durchschnittliche Anstieg des Meeresspiegels im Zeitraum von 1901 bis 1971 wird im Sechsten Sachstandsbericht des IPCC mit 1,3 mm/Jahr angegeben, im Zeitraum 1971 bis 2006 waren es 1,9 mm/Jahr, zwischen 2006 und 2018 3,7 mm/Jahr. Der zwischenstaatliche Ausschuss für Klimaänderungen IPCC schätzt in seinem 2021 veröffentlichten Sechsten Sachstandsbericht, dass der grönländische Eisschild mit ca. 40 mm, der antarktische Eisschild mit 6,5 mm und das Schmelzen der Gletscher mehr als 70 mm zum zwischen 1901 und 2018 beobachteten Meeresspiegelanstieg beigetragen haben. Nach verschiedenen Szenarien des IPCC ist bis 2050 eine Erhöhung des Meeresspiegels um weitere ca. 20 cm wahrscheinlich, bis 2100 bei strengem Klimaschutz um weitere 28–55 cm, bei hohen Treibhausgasemissionen um 63–101 cm; in diesen Werten sind Beiträge von nicht gut bekannten Prozessen noch nicht enthalten. Das Schmelzen der Gletscher weltweit könnte zwischen 8 und 18 cm Anteil an diesem zusätzlichen Meeresspiegelanstieg bis 2100 haben.
Das im Eis der Gebirgsgletscher gespeicherte Wasser entspricht in etwa 30 cm Meeresspiegelanstieg. Ein im Laufe des 21. Jahrhunderts als unwahrscheinlich erachtetes vollständiges Abschmelzen des grönländischen Eisschildes würde den Meeresspiegel um etwa 7,3 m anheben. Die 25,4 Millionen km³ Eis der gesamten Antarktis könnte im Falle eines Abschmelzens zu einer Erhöhung um ca. 57 m führen; Einzelne Projektionen schließen nicht aus, dass die Antarktis im 21. Jahrhundert etwas an Eismasse gewinnen könnte.
Auch ohne das Verschwinden der Eisschilde sind die Folgen für die betroffenen Menschen dramatisch. Zu den Ländern, die durch einen Anstieg des Meeresspiegels am stärksten gefährdet sind, gehören Bangladesch, Ägypten, Pakistan, Indonesien und Thailand, die derzeit alle eine große und relativ arme Bevölkerung aufweisen. So leben z. B. in Ägypten rund 16 % der Bevölkerung (ca. 12 Millionen Menschen) in einem Gebiet, das schon bei einem Anstieg des Meeresspiegels von 50 cm überflutet würde, und in Bangladesch wohnen über zehn Millionen Menschen nicht höher als 1 m über dem Meeresspiegel. Bei einem Meeresspiegelanstieg um 1 m müssten nicht nur sie, sondern insgesamt 70 Millionen Menschen in Bangladesch umgesiedelt werden, falls bis Ende des Jahrhunderts nicht in Küstenschutz investiert wurde. Außerdem würde sich durch den Landverlust und die Erhöhung des Salzgehaltes im Boden die Reisernte halbieren mit schweren Folgen für die Nahrungssicherheit.
Ohne Gegenmaßnahmen würden bei einem Anstieg des Meeresspiegels um 1 m weltweit 150.000 km² Landfläche dauerhaft überschwemmt werden, davon 62.000 km² küstennaher Feuchtgebiete. 180 Millionen Menschen wären betroffen, und 1,1 Billionen Dollar Schäden an zerstörtem Besitz wären nach heutigen Zahlen zu erwarten. Unterhalb eines Anstiegs von 35 cm ließe sich dieser mit entsprechenden Küstenschutzmaßnahmen ebenso handhaben wie der bereits verzeichnete Anstieg um 30 cm seit 1860, vorausgesetzt die betroffenen Länder investieren in benötigtem Umfang in ihre Infrastruktur. Effektiver Küstenschutz kostet Berechnungen zufolge in mehr als 180 der weltweit 192 betroffenen Länder bis zum Jahr 2085 weniger als 0,1 % des BIP, kräftiges Wirtschafts- und nur moderates Bevölkerungswachstum in den zugrundeliegenden Szenarien vorausgesetzt.

### Abfluss des Schmelzwassers
In einigen Regionen ist im Jahresverlauf das Schmelzwasser der Gletscher zeitweilig die Haupt-Trinkwasserquelle, weshalb ein lokales Verschwinden von Gletschern schwere Folgen für die Bevölkerung, Landwirtschaft und wasserintensive Industrien haben kann. Hiervon werden besonders asiatische Städte im Einzugsbereich des Himalaya und südamerikanische Siedlungen betroffen sein.
Durch den Gletscherschwund nimmt die von den Flüssen geführte Wassermenge kurzfristig zu. Die zusätzlich freiwerdende Wassermenge aus den Himalaya-Gletschern hat beispielsweise zu einer Steigerung der landwirtschaftlichen Produktivität in Nordindien geführt. Längerfristig – es wird erwartet, dass die Gletscher der Nordhemisphäre bis 2050 durchschnittlich 60 % an Volumen verlieren werden – wird der Rückgang der verfügbaren Wassermenge wahrscheinlich schwerwiegende Folgen (z. B. für die Landwirtschaft) haben. Als weitere Folge kann es zur zunehmenden Hochwassergefahr an den Ufern der Flüsse kommen. So sammeln sich am Himalaya auf den Gletschern die Schneemassen verstärkt im Sommer während des Monsun an. Ziehen sich die Gletscher zurück, wird der Niederschlag in immer höheren Lagen des Himalaya kurzfristig als Regenwasser oder zur Schneeschmelze abfließen, statt wie bisher für längere Zeit als Eis vor Ort zu verbleiben.
Die ecuadorianische Hauptstadt Quito beispielsweise erhält einen Teil ihres Trinkwassers aus einem rasch schrumpfenden Gletscher auf dem Vulkan Antizana. La Paz in Bolivien ist genauso wie viele kleinere Siedlungen abhängig vom Gletscherwasser. Große Teile der landwirtschaftlichen Wasserversorgung in der Trockenzeit werden durch Schmelzwasser sichergestellt. Eine weitere Folge ist das Fehlen von Wasser in den Flüssen, die die zahlreichen Wasserkraftwerke des Kontinents antreiben. Die Geschwindigkeit der Veränderungen veranlasste die Weltbank bereits dazu, Anpassungsmaßnahmen für Südamerika ins Auge zu fassen.
In Asien ist Wasserknappheit kein unbekanntes Phänomen. Ebenso wie weltweit, wird auch auf dem asiatischen Kontinent ein erheblicher Anstieg des Wasserverbrauchs erwartet. Dieser ansteigende Bedarf trifft in Zukunft auf immer weniger verfügbares Wasser aus den Gletschern des Himalaya. In Indien hängt die Landwirtschaft des gesamten Nordteils vom Schicksal der Gebirgsgletscher ab. Ebenfalls sind Indiens und Nepals Wasserkraftwerke bedroht, chinesische Feuchtgebiete könnten verschwinden und der Grundwasserpegel wird sinken.

### Ausbrüche von Gletscherseen
Beim Abschmelzen der Gletscher brechen in Gebieten mit hoher Reliefenergie wie dem Himalaya oder den Alpen unablässig Felsen und Geröll ab. Dieses Geröll sammelt sich am Ende des Gletschers als Moräne und bildet einen natürlichen Damm. Der Damm verhindert das Abfließen des Schmelzwassers, so dass hinter ihm ein fortlaufend größer und tiefer werdender Gletschersee entsteht. Wird der Wasserdruck zu groß, kann der Damm plötzlich brechen, wobei große Mengen Wasser freigesetzt werden und katastrophale Überschwemmungen verursacht werden können (Gletscherlauf). Das Phänomen der Gletscherseeausbrüche ist zwar nicht neu, durch den Gletscherschwund erhöht sich jedoch die Wahrscheinlichkeit ihres Auftretens in vielen Gebirgsregionen. In Nepal, Bhutan und Tibet hat sich die Anzahl von Gletscherseeausbrüchen bereits von 0,38 pro Jahr in den 1950ern auf 0,54/Jahr in den 1990ern erhöht. Zwischen 1990 und 2018 sind sowohl die Zahl der Gletscherseen als auch ihre Fläche und das global in ihnen vorhandene Wasservolumen um etwa die Hälfte größer geworden. Mit zunehmender Wassermenge steigt in der Regel die Gefahr, die von einem Gletscherlauf ausgeht.
In Nepal befinden sich gemäß topografischen Karten, Luftbildern und Satellitenaufnahmen 2323 Gletscherseen. In Bhutan wurden im Jahre 2002 insgesamt 2674 gezählt. Davon wurden 24 (in Nepal 20) für Menschen als potenziell gefährlich eingestuft, darunter der Raphstreng Tsho. 1986 war er Messungen zufolge 1,6 km lang, 0,96 km breit und 80 m tief. Bis 1995 wuchs der Gletschersee auf eine Länge von 1,94 km, eine Breite von 1,13 km und eine Tiefe von 107 m an. Ein in der Nähe liegender Gletschersee ist der Luggye Tsho; bei dessen Durchbruch 1994 verloren 23 Menschen ihr Leben. In Nepal brach am 4. August 1985 der Dig Thso durch und verursachte eine bis zu 15 m hohe Flutwelle, die fünf Menschenleben forderte, 14 Brücken, ein kleines Wasserkraftwerk und viele Wohnhäuser zerstörte. Zwischen 1985 und 1995 haben in Nepal weitere 15 größere Gletscherseen ihre Wälle durchbrochen.

### Tourismus
Gletscher spielen für den Tourismus eine wichtige Rolle. Einerseits sind sie eine gerne gesehene Kulisse für Erholungssuchende, andererseits bieten sie attraktive Touren für Bergsteiger. Gletscherskigebiete sind auch im Sommer für den Skilauf geöffnet. Durch den Gletscherschwund können immer weniger Skigebiete einen Sommerskilauf anbieten. Bergtouren in Gletscherregionen werden zunehmend gefährlich, weil sich Gletscherspalten öffnen und der auftauende Permafrost das Gestein lockert. Die schwindenden Gletscher taugen auch immer weniger als Kulisse für die Bergtouristen.
In der Tiroler Region Landeck gibt es Pläne, das Abschmelzen der Gletscher touristisch zu inszenieren. Auf Kinosesseln in der Landschaft sollen Gäste die Möglichkeit bekommen, dem Flirscher Ferner am Hohen Riffler beim Schmelzen zuzusehen. Den Initiatoren geht es einerseits um Bewusstseinsbildung in der Bevölkerung, andererseits aber auch um eine neue Form von Katastrophentourismus. „Es handelt sich auch um eine reflektierte Form des Tourismus, man bringt der Vergänglichkeit sehr viel Wertschätzung entgegen“, erklärt Florian Schweiger von der Klimawandelanpassungsmodellregion Landeck und Umgebung (KLAR!).

## Gegenmaßnahmen

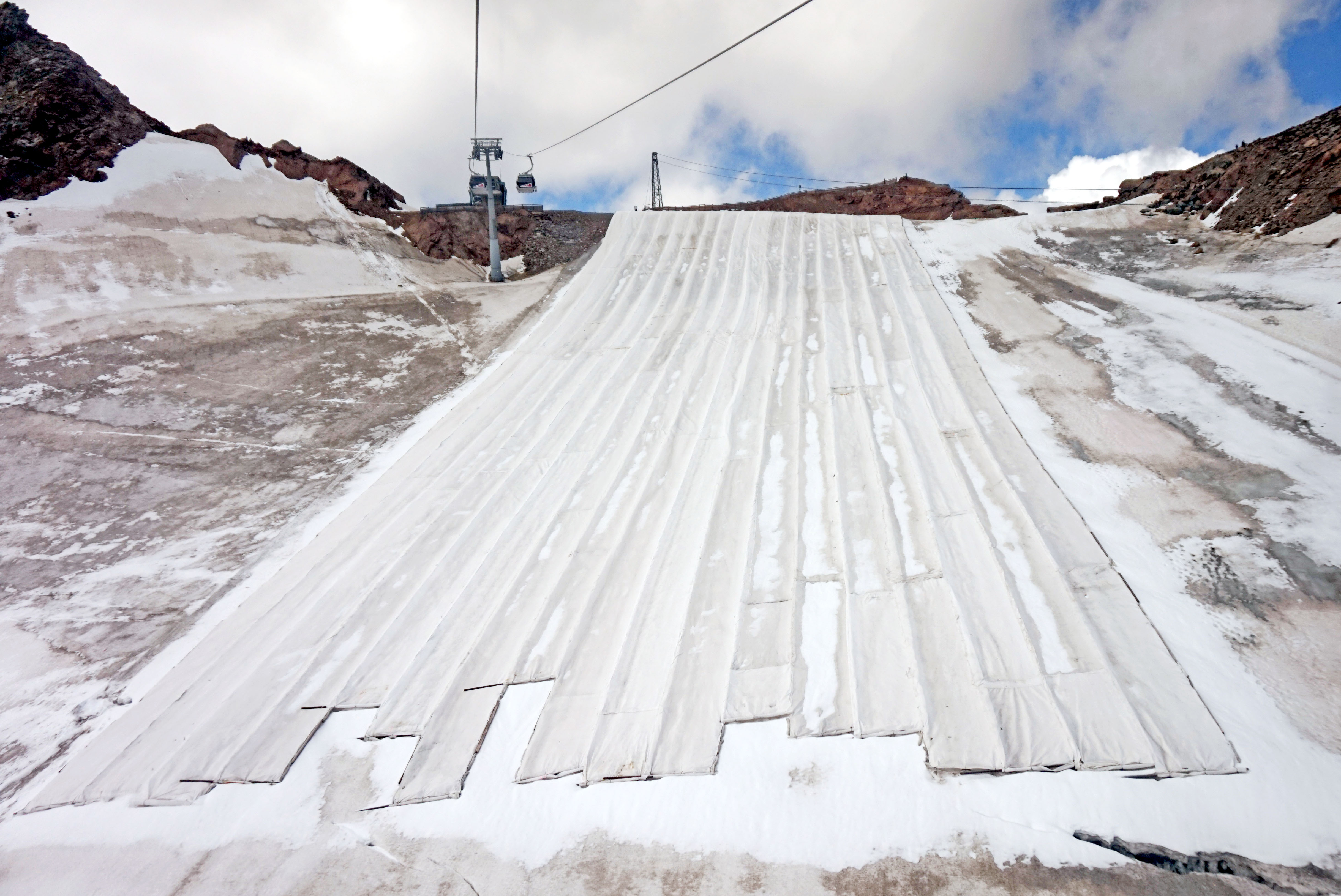
Mit Folien abgedeckter Teil des Tiefenbachferners in den Ötztaler Alpen

Umfang und Bedeutung des verstärkten Gletscherrückgangs in Verbindung mit den zu beobachtenden und noch zu erwartenden teilweise drastischen Folgen verdeutlichen die Notwendigkeit, ihm mit Maßnahmen der Ressourcenkonservierung, steigender Wassereffizienz und besonders mit effektivem Klimaschutz entgegenzuwirken. Möglichkeiten zur besseren Ausnutzung des vorhandenen Wassers finden sich etwa in Methoden nachhaltiger Landwirtschaft, während Klimaschutz auf die Einsparung von Treibhausgasen setzen muss, wie sie im Kyoto-Protokoll erstmals völkerrechtlich verbindlich festgelegt worden sind.
Auf örtlicher Ebene werden in der Schweiz neuerdings Möglichkeiten erprobt, dem Gletscher-Skitourismus eine Perspektive zu erhalten, indem man Gletscherareale zwischen Mai und September mit einem Spezialvlies gegen Sonneneinstrahlung und Wärmezufuhr großflächig abdeckt. Auf die begrenzten Zwecke bezogen, sind erste Versuche am Gurschengletscher erfolgreich verlaufen. Für das Phänomen des globalen Gletscherschwunds ist ein solcher Ansatz aber auch aus der Sicht des in die Aktivitäten am Gurschengletscher einbezogenen Glaziologen Andreas Bauder ohne Bedeutung. Eine Studie von 2021 zeigt auf, dass in der Schweiz inzwischen an neun Orten Gletscher kleinräumig mit Textilien abgedeckt werden, und dass der Erhalt eines Kubikmeters Eis zwischen 0,6 und 8 CHF pro Jahr kostet.
Auf der Generalversammlung der Vereinten Nationen im Dezember 2022 wurde das Jahr 2025 zum Internationalen Jahr der Erhaltung der Gletscher erklärt.

## Film
- Chasing Ice